# توکوگاوا یوشینوبو
توکوگاوا یوشی‌نوبو (به ژاپنی: 徳川 慶喜 Tokugawa Yoshinobu)، هیتوتسوباشی یوشی‌نوبو همچنین به عنوان کِیکی شناخته می‌شود، از خاندان هیتوتسوباشی توکوگاوا، پانزدهمین شوگون و آخرین حکمرانِ شوگون‌سالاری توکوگاوا بود. او در روز ۲۸ اکتبر ۱۸۳۷ میلادی، به عنوان هفتمین پسر توکوگاوا ناری‌آکی، ارباب قلمرو میتو، به دنیا آمد. مادرش شاهدخت یوشیکو، دوازدهمین دختر شاهزاده آریسوگاوا (نوهٔ امپراتور ریگن) بود. در ابتدا نام او توسط پدرش ناری‌آکی، ماتسودایرا آکی‌مونه گذاشته شد، اما پس از فرزندخواندگی توسط خاندان هیتوتسوباشی توکوگاوا، توسط شوگون دوازدهم توکوگاوا ایه‌یوشی، نام «توکوگاوا یوشینوبو» به او داده شد.
پس از خدمت به عنوان سرپرست شوگون و فرمانده کل گارد امپراتوری، او ریاست خاندان توکوگاوا را به ارث برد و شوگون شد. او آخرین شوگون در تاریخ بود و تنها شوگون در شوگون‌سالاری توکوگاوا بود که در طول شوگونی خود وارد قلعه ادو نشد. در ۹ نوامبر سال ۱۸۶۷، او قدرت را به امپراتور بازگرداند، کیکی با بازگرداندن قدرت به امپراتور، فکر می‌کرد که طبیعی است که در دولت جدید یک موقعیت مرکزی (سمت مشاور) داشته باشد اما دو ماه بعد در سه ژانویه سال ۱۸۶۸، پس از کودتایی به نام احیای حکومت امپراتوری انجام شد، قلمرو ساتسوما به کیکی دستور دادند که استعفا دهد و زمین‌هایش را واگذار کند. یوشینوبو علیه قلمرو ساتسوما که رهبری این کودتا را در دست داشت، اولین نبرد از جنگ بوشین را به نام نبرد توبا-فوشیمی را آغاز کرد، اما شکست خورد و به ادو گریخت، جایی که تسلیم ارتش امپراتوری شد و در حصر خانگی خودخواسته قرار گرفت و دستور تسلیم قلعه ادو را داد.
پس از احیای میجی، توکوگاوا ایه‌ساتو که فرزندخوانده شوگون قبلی بود، جانشین او به عنوان رئیس خاندان توکوگاوا شد. او به مدت ۳۰ سال تا سن ۶۰ سالگی در استان شیزوئوکا به عنوان عضوی از اشراف بدون رتبه زندگی کردد و سپس به توکیو نقل مکان کرد. در سال ۱۹۰۲ از خاندان اصلی توکوگاوا جدا شد و یک شاخه دیگر به نام خاندان توکوگاوا یوشینوبو را تأسیس کرد و به عضویت مجلس اعیان درآمد. در سال ۱۹۱۰ او بازنشسته شد و عنوان خود را به پسر هفتم خود، توکوگاوا یوشی‌هیسا، واگذار کرد و در ۲۲ نوامبر ۱۹۱۳ در سن ۷۷ سالگی درگذشت.
در تاریخ ژاپن به ندرت می‌توان شخصی را یافت که مانند توکوگاوا یوشینوبو چنین طیف گسترده‌ای از ستایش و انتقاد را دریافت کرده باشد. شهرت او به دو بخش افراطی تقسیم می‌شود: «خائنی که سربازان شوگون‌سالاری را رها کرد» و «قهرمانی که شرافت خود را برای محافظت از ژاپن رها کرد».

## نام
طبق قانون توکوگاوا گوسانکه — از ابتدای دوره ادو و تا زمان شوگون هشتم سه خاندان اصلی توکوگاوا بود و شوگون از آن انتخاب می‌شد — همه اعضا به جز رئیس خانواده و پسر بزرگتر باید نام خانوادگی «ماتسودایرا» را برگزینند، او به نام ماتسودایرا شیچیرومارو نامگذاری شد. وقتی حدود ۸ یا ۹ سال داشت، پدرش، ناری‌آکی، نام کوچک او را به آکیمونه تغییر داد. پس از سن ۱۱ سالگی و فرزندخواندگی در خاندان هیتوتسوباشی توکوگاوا — یکی از سه خاندان اصلی توکوگاوا یا گوسانکیو که شوگون از آن انتخاب می‌شد - نام خانوادگی «توکوگاوا» را برای خود برگزید و شوگون دوازدهم توکوگاوا ایه‌یوشی (مرگ ۱۷۵۳– تولد ۱۸۹۳) بخشی از نام خود را به او داد و نام کوچک خود را به «یوشی‌نوبو» تغییر داد. مردم محلی او را با محبت «کِیکی-ساما» یا «کِیکی-سان» صدا می‌زدند و خود توکوگاوا یوشینوبو هم ترجیح می‌داد او را کِیکی صدا کنند.

## دوران کودکی
او در روز ۲۹ از ماه نهم از هشتمین سال دوره تنپو برابر با روز ۲۸ اکتبر ۱۸۳۷ میلادی، به عنوان هفتمین پسر توکوگاوا ناری‌آکی، نهمین ارباب قلمرو میتو (امروزه استان ایباراکی)، در عمارت اربابی قلمرو میتو در ادو (توکیوی کنونی) به دنیا آمد. ناری‌آکی ۲۲ پسر و ۱۵ دختر داشت، در مجموع ۳۷ فرزند داشت.
پدرش، توکوگاوا ناری‌آکی، می‌خواست پسرش از آداب و رسوم عجیب و غریب ادو در امان باشد، آموزش کاملی در زمینه هنر و هنرهای رزمی ببیند و اجازه داشته باشد آزادانه در قلمرو خود پرسه بزند تا با زندگی روزمره آشنا شود؛ بنابراین
ماتسودایرا شیچیرومارو در نهمین سال تنپو (۱۸۳۰) زمانی که هفت ماه داشت از مادرش که ساکن ادو بود، جدا شد و نه سال در قلمرو میتو زندگی کرد.
او در  کودوکان، جایی که سامورایی‌ها و فرزندانشان در آن تحصیل می‌کردند و هم بر آموزش‌های علمی و هم بر هنرهای رزمی تأکید می‌شد و توسط پدرش ناری‌آکی تأسیس شده بود، به تحصیل پرداخت. توکوگاوا یوشینوبو در کودکی هنرهای رزمی را ترجیح می‌داد و از مطالعه بیزار بود، اما تحت سیاست آموزشی سختگیرانه پدرش، توکوگاوا ناری‌آکی، طیف گسترده‌ای از موضوع‌های علمی و همچنین هنرهای رزمی را در کودوکان آموخت. نمونه خوشنویسی‌ای که از او در شش سالگی برجا مانده است بسیار زیباست و با مهارت یک بزرگسال برابری می‌کند. خوشنویسی بعدها به یکی از سرگرمی‌های توکوگاوا یوشینوبو تبدیل شد، اما استعداد او در این زمینه در این زمان شکوفا شده بود.
در هنگام انتخاب او به عنوان وارث خاندان هیتوتسوباشی توکوگاوا که شرط شوگون شدن او را فراهم می‌کرد او از نظر هوش و داشتن استعداد برای یادگیری در بین برادران خود سرآمد بود.
در اوت ۱۸۴۷ (چهارمین سال دوره کوکا) شوگون‌سالاری به او دستور داد که به ادو برود، با این فرض که او وارث خاندان هیتوتسوباشی توکوگاوا خواهد شد.

### وارث خاندان هیتوتسوباشی

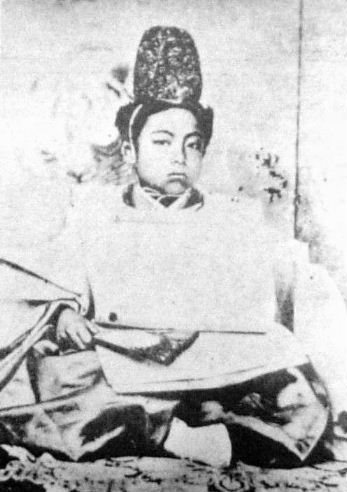
یوشینوبو در کودکی

در سال ۱۸۴۷ بود که شیچیرومارو (بعد از بلوغ با نام یوشینوبو شناخته شد) برای فرزندخواندگی در نظر گرفته شد تا بتواند جانشین و وارث خاندان هیتوتسوباشی توکوگاوا که رئیس آن به تازگی درگذشته بود، شود. این به معنای دارای آمادگی و حائز شرایط بودن، برای شوگون شدن بود. شوگون دوازدهم توکوگاوا ایه‌یوشی که پسرش شوگون سیزدهم به علت بیماری فرزندی از خود نداشت، شهرت هوش شیچیرومارو را شنیده بود، می‌خواست او جانشین خانواده هیتوتسوباشی شود. پدرش، ناری‌آکی، نمی‌توانست خواسته‌های شوگون را رد کند، بنابراین در اوت همان سال، شیچیروماروی ۱۱ ساله، میتو را به مقصد ادو ترک کرد تا به خاندان هیتوتسوباشی توکوگاوا بپیوندد. در اول اکتبر، شیچیرومارو برای اولین بار با شوگون ایه‌یوشی ملاقات کرد.
مادر واقعی شیچیرومارو، همسر ناری‌آکی، شاهدخت یوشیکو بود که از خانواده امپراتوری کیوتو بود. خواهر کوچکتر یوشیکو، همسر شوگون توکوگاوا ایه‌یوشی و خالهٔ شیچیرومارو بود.
در اولین ملاقات بین شیچیرومارو و شوگون، ایه‌یوشی از او دربارهٔ چگونگی کشاورزی در میتو، کتاب‌هایی که خوانده و غیره پرسید که شیچیرومارو با صراحت پاسخ داد. ایه‌یوشی پس از این دیدار به شیچیرومارو علاقهٔ زیادی پیدا کرد.

### مسئله جانشینی شوگون
مسئله جانشینی شوگون به درگیری سیاسی در ژاپن برای تعیین جانشین شوگون سیزدهم توکوگاوا ایه‌سادا (۱۸۵۸–۱۸۲۴) گفته می‌شود. ایه‌یوشی در طول حیات خود، امیدهای خود را به یوشینوبو بسته بود که به خاطر خردش شناخته می‌شد، اما او بدون تصمیم‌گیری درگذشت.
شوگون دوازدهم توکوگاوا ایه‌یوشی به فاصله کمی پس از اردوکشی ناخدا پری به ژاپن در ۸ اوت سال ۱۸۵۳، در روز ۲۷ اوت همان سال در اثر نارسایی قلبی به‌موجب گرمازدگی درگذشت. وی ۱۴ پسر و ۱۳ دختر داشت که تمامی آنان به غیر از پسر چهارم وی توکوگاوا ایه‌سادا (شوگون سیزدهم) قبل از رسیدن به سن بلوغ درگذشتند. ایه‌سادا نیز از کودکی بیمار بود و به‌شدت از ظاهر شدن در انظار نفرت داشت و توانایی اداره کشور را نداشت. برای تعیین جانشینِ توکوگاوا ایه‌سادا، مسئله جانشینی شوگون رخ داد و در این درگیری سیاسی دایمیوها به دو دسته تقسیم شدند:
- جناح نانکی: به طرفداران توکوگاوا ایه‌موچی، از خاندان کیشو توکوگاوا در مسئله جانشینی شوگون گفته می‌شود. در نهایت ایه‌موچی به پشتیبانی ای نائوسوکه درحالی‌که تنها ۱۲ سال داشت به عنوان شوگون چهاردهم منصوب شد.[۷]
- جناح هیتوتسوباشی: به طرفداران توکوگاوا یوشینوبو، در مسئله جانشینی شوگون گفته می‌شود. پس از مرگ زودرس ایه‌موچی در سن بیست سالگی، توکوگاوا یوشینوبو به عنوان شوگون پانزدهم منصوب شد.[۸] : ۴۱

در همان سال، ای نائوسوکه، عهدنامه دوستی و تجارت بین ایالات متحده آمریکا و ژاپن را بدون اجازه امپراتوری امضا کرد. در ۲۳ ژوئن، یوشینوبو برای بازجویی از نائوسوکه به قلعه رفت و در ۵ ژوئیه به او دستور داده شد که دیگر به قلعه نرود. در ۲۷ اوت سال بعد (۱۸۵۹)، به او دستور داده شد که بازنشسته شود و در حبس خانگی (پاکسازی آنسی) قرار گیرد.
علاوه بر این، به نظر می‌رسید که خود یوشینوبو تمایلی به جانشینی شوگون نداشت، زیرا نامه‌ای به پدرش فرستاد و گفت که «از همان ابتدا شوگون نشدن خیلی بهتر از شوگون شدن و شکست خوردن است، زیرا این یک کار دلهره‌آور خواهد بود».: ۲۱۰ 

## سرپرست شوگون

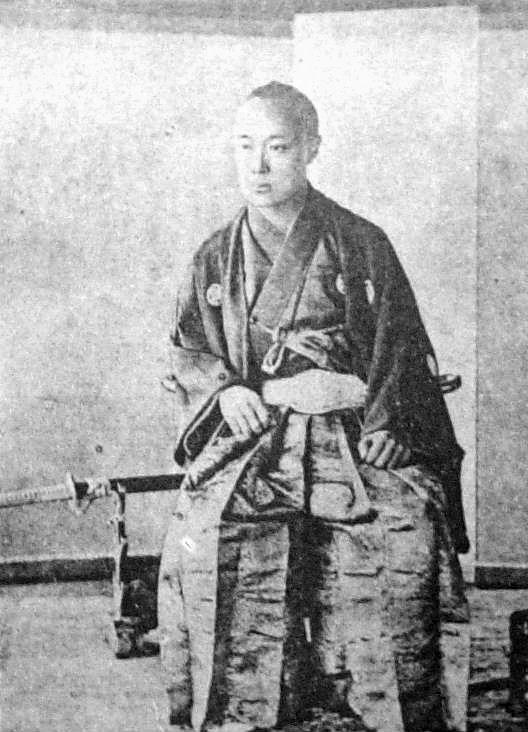
تصویری از یوشینوبو

پس از ترور ای نائوسوکه در حادثه ساکورادامون در ۳ مارس ۱۸۶۰، شوگون‌سالاری او را در ۴ سپتامبر ۱۸۶۰ از حبس خانگی آزاد کرد.
در سال ۱۸۶۲، شیمازو هیسامیتسو و فرستاده‌اش اوهارا شیگه‌نوری، به همراه سربازانی از قلمرو ساتسوما، وارد ادو شدند و با استفاده از فرمان امپراتوری، در امور پرسنلی رهبری شوگون‌سالاری دخالت کردند و در ۶ ژوئیه موفق شدند یوشینوبو را به سمت سرپرست شوگون و ماتسودایرا شونگاکو را به سمت مدیر ارشد منصوب کنند (در همان زمان، یوشینوبو دوباره به ریاست خاندان هیتوتسوباشی برگشت). یوشینوبو و شونگاکو اصلاحاتی را در دولت شوگون‌سالاری انجام دادند که به اصلاحات بونکیو معروف است، از جمله تأسیس مقام شوگوشوکوی کیوتو و تسهیل قوانین  حضور و غیاب متناوب در ادو.
در ۳۰ سپتامبر همان سال، در پاسخ به نظر یوکوی شونان مبنی بر اینکه نقض پیمان و اخراج خارجی‌ها اجتناب‌ناپذیر است، یودو یامائوچی ارباب قلمرو توسا، توضیح داد که در عصری که همه ملت‌ها با یکدیگر دوستانه رفتار می‌کردند، ژاپن به تنهایی نباید به انزوای قدیمی خود پایبند باشد و باید به امپراتور نشان دهد که گشودن درها به روی جهان اجتناب‌ناپذیر است.: ۱۰۷  ماتسودایرا شونگاکو نیز نظر خود را تغییر داد و با نظر کیکی موافقت کرد، بنابراین شورای شوگون‌سالاری تصمیم گرفت که کیکی به کیوتو برود و قصد خود را برای گشودن درها به روی جهان ابراز کند.: ۱۱۰  با این حال، هنگامی که کیکی با تجدیدنظر در نحوه برخورد با فرستادگان امپراتوری مخالفت کرد، ماتسودایرا شونگاکو شورش کرد و بار دیگر موضع خود را تغییر داد و از شکستن پیمان و اخراج خارجی‌ها حمایت کرد و باعث سردرگمی در شورای شوگون‌سالاری شد. در این زمان، یودو یامائوچی توضیح داد که اگر پیشنهاد گشودن درها به روی جهان ارائه شود، بحث دربار در مورد اخراج خارجی‌ها می‌تواند به پرونده اخراج شوگون تبدیل شود و کیکی با اکراه موافقت کرد. در نتیجه، شورای شوگون‌سالاری تصمیم گرفت از فرمان امپراتوری برای اخراج بربرها پیروی کند.: ۱۱۰–۱۱۱ 
رفتن به کیوتو و گفتگو با امپراتور
در سال ۱۸۶۳، قرار بود شوگون چهاردهم توکوگاوا ایه‌موچی، برای اولین بار پس از ۲۳۰ سال در به کیوتو سفر کند تا در مورد اجرای اخراج بیگانگان با دربار امپراتوری گفتگو کند. یوشینوبو پیش از او به کیوتو رفت و از طرف شوگون با دربار امپراتوری مذاکره کرد. در شب ۱۰ آوریل همان سال، حضور ایه‌موچی در زیارت امپراتور کومی از معبد ایواشیمیزو هاچیمانگو برای دعا جهت اخراج خارجی‌ها که برای روز بعد برنامه‌ریزی شده بود، ناگهان لغو شد و دلیل آن «تب» (بیماری ساختگی) شوگون عنوان شد.  اگر شوگون در سفر امپراتور را همراهی می‌کرد، بنا بر رسوم ژاپنی در صورتی که امپراتور در مقابل محراب معبد به او شمشیری تشریفاتی هدیه می‌داد، دریافت آن به عنوان وعده‌ای محکم برای اخراج بیگانگان تلقی می‌شد. شمشیر تشریفاتی از اهمیت زیادی برخوردار بود زیرا به شوگون یا فرستادگان دودمان تانگ چین که امپراتور آنها را به عنوان نماینده خود می‌شناخت، اهدا می‌شد. احتمالاً ایه‌موچی برای پرهیز از قرار گرفتن در چنین موقعیتی در مراسم شرکت نکرد و سرپرست شوگون، یوشینوبو، به جای او به همراهی با امپراتور در این سفر منصوب شد. با این حال، او نیز به دلیل دل درد ناگهانی نتوانست محل اقامت خود را ترک کند و فقط از این دعوت قدردانی کرد.
با این حال، این نظریه هم مطرح است که ساختگی بودن بیماری این دو یک اشتباه است، زیرا طرح اعطای شمشیر امپراتوری یک نقشه مخفی از جناح سوننو جوئی بود و هیچ راهی برای شوگون‌سالاری یا یوشینوبو وجود نداشت.: ۱۱۰–۱۱۱ 
وعده اخراجی خارجی‌ها در ۱۰ مه
یوشینوبو در ۵ ژانویه ۱۸۶۳، قبل از اینکه شوگون ایه‌موچی به کیوتو برسد، برای توضیح وعده اخراج خارجی‌ها که شوگون‌سالاری به دربار امپراتوری داده بود، وارد کیوتو شد. در آنجا، یوشینوبو که قادر به تحمل فشار دربار امپراتوری و حامیان تاج و تخت امپراتوری نبود، قول داد که برای اخراج خارجی‌ها مهلت تعیین کند. یوشینوبو مجبور شده بود تاریخ اخراج بربرها را «۲۰ روز پس از بازگشت شوگون به ادو» تعیین کند و مهلت اخراج خارجی‌ها «۱۰ مه» تعیین شد.
اصرار بر بستن بندر یوکوهاما
یوشینوبو پس از بازگشت به ادو، سیاست بستن بندر یوکوهاما را به عنوان وسیله‌ای برای اجرای اخراج خارجی‌ها نهایی کرد. موضوعی که باعث اختلاف نظر شد، «مسئله تعطیلی بندر یوکوهاما» بود. این درخواستی از سوی دربار امپراتوری به شوگون‌سالاری برای تعطیلی بندر یوکوهاما بود که بر اساس پیمان مودت و تجارت بین ایالات متحده و ژاپن افتتاح شده بود و موضوع مورد بحث مثل همیشه بود. بحث بر سر این بود که آیا وضعیت باز ژاپن مطابق با معاهدات منعقد شده با کشورهای خارجی ادامه یابد یا معاهدات لغو و کشور به روی جهان خارج بسته شود. شیمازو هیسامیتسو و داته مونه‌ناری که در ابتدا طرفدار بازگشایی کشور بودند، و همچنین ماتسودایرا یوشیناگا که در مقطعی طرفدار اخراج خارجی‌ها بود اما بعداً به طرفداری از بازگشایی کشور روی آورد، این موضع را اتخاذ کردند که بستن دوباره بندر یوکوهاما پس از بازگشایی آن غیرممکن است.
در ۱۶ فوریه همان سال، یوشینوبو عمداً در یک مهمانی مشروب‌خوری با شاهزاده ناکاگاوا و دیگران مست کرد و به ماتسودایرا یوشیناگا، شیمازو هیسامیتسو و داته مونه‌ناری (سه ارباب از شورای سانیو) که آنها نیز حضور داشتند، توهین کرد و آنها را «سه احمق و شرور بزرگ جهان» نامید. او همچنین به شاهزاده ناکاگاوا گفت: «اگر تصمیم (روز قبل بستن بندر یوکوهاما) نادرست باشد، من جان خود را می‌گیرم و خودم سپوکو انجام می‌دهم.» این تلاشی برای اطمینان از تصمیم دربار مبنی بر بستن بندر یوکوهاما بود. روز بعد، هیسامیتسو و داته مونه‌ناری نیز اعلام کردند که هیچ اعتراضی به بسته شدن بندر ندارند و تصمیم دربار اتخاذ شد.: ۲۵–۲۲ 
نظریه‌های مختلفی در مورد دلیل این اقدام خشونت‌آمیز وجود دارد. کیکی همچنین طرفدار گشودن درهای کشور به روی جهان خارج بود و به دلیل ایده اخراج خارجی‌ها به شدت رنج کشیده بود. از نظری فکری او با آن سه نفر عقیده یکسانی داشت، اما در عمل مخالف آنان بود زیر به اطاعت از امپراتور عقیده داشت و در نتیجه همان موضع طرفدار اخراج را مانند دربار امپراتوری اتخاذ کرد.
در ۹ مارس همان سال (نام این دوره اکنون سال اول گنجی است)، کیکی از سمت خود به عنوان عضو شورای سانیو استعفا داد. در نتیجه، سان‌یوهای مختلف یکی پس از دیگری استعفا دادند و شورای سان‌یو فروپاشید.: ۲۷ 
فرمان اخراج اجنبی‌ها
در ۱۱ مارس ۱۸۶۳ امپراتور کُومِی طی حکمی به نام فرمان اخراج اجنبی‌ها خطاب به شوگون وقت، توکوگاوا ایه‌موچی، خواستار خارج شدن بیگانگان از کشور شد و زمان خروج را دو ماه بعد یعنی ۱۱ مه ۱۸۶۳ تعیین کرد، اگر چه یوشینوبو می‌دانست که بیرون کردن خارجی‌ها عملی نیست و این ضرب‌الاجل صرفاً برای ساکت کردن اشراف معترض طرفدار امپراتوری و قلمرو چوشو تعیین شده بود. روز ۹ ژوئن سال ۱۸۶۳ شوگون وقت توکوگاوا ایه‌موچی به دربار گزارش داد که خارجی‌ها روز ۲۴ این ماه اخراج خواهند شد. پیش‌تر هم او با بی‌میلی دو بار تاریخی معین کرده اما هر بار ناچار شده بود که کار را به تعویق بیندازد. استنباط او این بود که اگر خارجی‌ها به جنگ روی بیاورند، ژاپن آمادگی مقابله را ندارد. قلمرو چوشو چون با خبر شد که امپراتور مصمم به اخراج خارجی هاست. تحت فرمان موری تاکاچیکا، شروع به اقدام برای اخراج تمام خارجی‌ها پس از پایان مهلت کرد. موری تاکاچیکا به‌طور آشکار ضدیت با شوگون‌سالاری توکوگاوا را آغاز کرد و به نیروهای خود دستور داد که بدون هشدار به سمت هر کشتی خارجی که از تنگه شیمونوسکی عبور کند با توپ شلیک کنند. این دستور به منجر به آغاز جنگ شیمونوسکی شد.
کودتای بونکیو
در ماه اوت ۱۸۶۳، خاندان‌های آیزو و ساتسوما رهبری کودتایی را در دربار امپراتوری به دست گرفتند و هفت نفر از اشراف رادیکال دربار، از جمله سانجو سانتومی و قلمرو چوشو را از کیوتو اخراج کردند. این کودتا به کودتای بونکیو معروف است.
پس از کودتای بونکیو، یوشینوبو در ۲۶ نوامبر به دستور امپراتوری به کیوتو رفت و در آخرین روز دسامبر به عنوان عضوی از شورای سانیو منصوب شد، که متشکل از اربابان فئودال و مقام‌های شوگون‌سالاری بود که از اتحاد دربار امپراتوری و شوگون‌سالاری حمایت می‌کردند.: ۳۰۴-۳۰۳-۳۰۰  با این حال، اصلاحات مورد انتظار شونگاکو و دیگر دایمیوهای سانیو انجام نشد و شونگاکو و دیگران از اینکه یوشینوبو به اندازه کافی تلاش نمی‌کرد، عصبانی بودند. در همان زمان، یوشینوبو نیز توسط روجو به دلیل همکاری با دایمیوهای سانیو مورد سوءظن قرار گرفت.: ۱۴–۱۶  در چنین شرایطی، یوشینوبو بر بستن بندر یوکوهاما اصرار داشت و با دایمیوهای سانیو، شیمازو هیسامیتسو، ماتسودایرا شونگاکو و دیگران که با این امر مخالف بودند، درگیر شد. یوشینوبو که در ابتدا طرفدار گشودن کشور بود، به ایده بستن بندر یوکوهاما پایبند ماند زیرا در ژانویه ۱۸۶۴، توسط مشاوران ارشد ساکای تاداشیگه (تایرو) و میزونو تاداماسا مطلع شد که شورای شوگون‌سالاری از ایده ساتسوما برای گشودن کشور پیروی نخواهد کرد و نظر ایه‌موچی نیز همین بود، بنابراین چاره‌ای جز انجام این کار نداشت.: ۱۷–۱۶ 

## فرماندار گارد امپراتوری

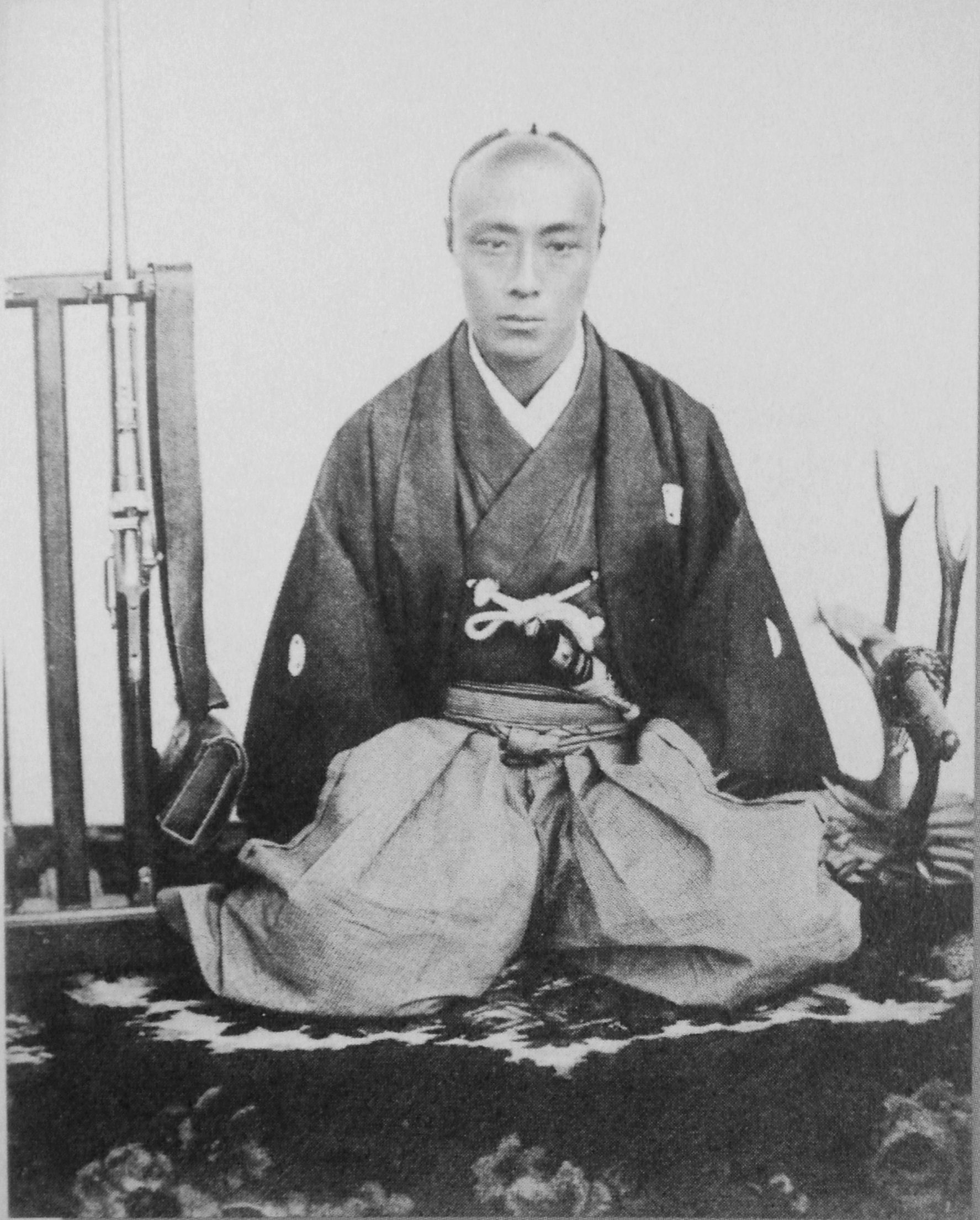
کیکی به عنوان فرماندار گارد امپراتوری

یوشینوبو در نوامبر ۱۸۶۳ دوباره از ادو به کیوتو بازگشت و شش سال در آنجا ماند و هرگز به ادو بازنگشت. این رویداد نمادی از تغییر مرکز سیاسی از ادو به کیوتو بود و همچنین می‌توان گفت لحظه‌ای بود که یوشینوبو در خط مقدم آشفتگی اواخر دوره ادو قرار گرفت.
در ۲۵ مارس ۱۸۶۴ (سال اول گنجی) پس از انحلال شورای مشاوران، کیکی از سمت خود به عنوان سرپرست شوگون استعفا داد و در عوض به عنوان فرمانده کل گارد امپراتوری منصوب شد. از آن به بعد، کیکی با مدیران قلمرو میتو، از جمله تاکدا کوئونسای، ارباب قلمرو توتوری، ایکدا یوشینوری و ارباب قلمرو اوکایاما، ایکدا موچی‌ماسا (هر دو پسران توکوگاوا ناری‌آکی و برادران کیکی)، در کیوتو اتحاد تشکیل داد و پایگاه قدرتی نیمه مستقل از دولت مرکزی شوگون‌سالاری ایجاد کرد. در ادو، او با متحد خود، وزیر ارشد ماتسودایرا نائوکاتسو (ارباب قلمرو کاواگوئه) همکاری کرد و همچنان به پیشبرد تعطیلی بندر یوکوهاما مطابق با خواسته‌های دربار امپراتوری ادامه داد.: ۲۳۸ 

### ظهور گروه‌های افراطی طرفدار بازگرداندن امپراتور و اخراج بیگانگان
شورش میتو

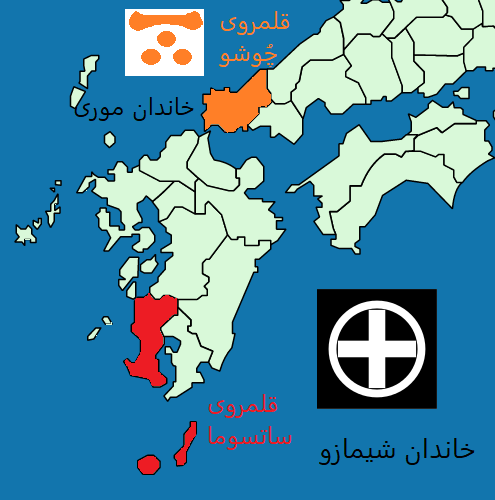
نقشه قلمرو ساتسوما (قرمز) در جنوب ژاپن و قلمرو چُوشو (نارنجی)، در دوره ادو ارباب قلمرو ساتسوما خاندان شیمازو و ارباب قلمرو چُوشو خاندان موری بود. قلمرو ساتسوما و قلمرو چوشو هر دو جزو قلمروهای پرقدرت (یوهان) در دوره باکوماتسو بودند.

اختلافات درون شوگون‌سالاری بر سر چگونگی مقابله با شورش میتو شدت گرفت و منجر به برکناری ماتسودایرا نائوکاتسو در ماه ژوئن (تقویم قمری) شد و سیاست یوشینوبو در بستن بندر یوکوهاما، که به عنوان قدرت خود به آن تکیه کرده بود، عملاً متوقف شد.: ۲۳۸  شورش میتو (حزب میتو، تنگوتو) به عنوان «تراژدی اواخر دوره ادو» شناخته می‌شود. در سال ۱۸۶۴، به رهبری تاکدا کوئونسای و فوجیتا کوشیرو، ارتشی را در کوه تسوکوبا در (امروزه استان ایباراکی) گرد هم آوردند. پس از تکیه بر هیتوتسوباشی یوشینوبو در کیوتو، حدود ۱۰۰۰ مرد برای درخواست سوننو جوئی (احترام به امپراتور و اخراج بربرها) به طرف دربار امپراتوری راهپیمایی کردند. در دسامبر همان سال، در میان برف و باد شدید، آنها از در تبین راه اردوگاهی برپا کردند. با این حال، آنها توسط ارتش شوگون‌سالاری دستگیر شدند و رهبر تاکدا کوئونسای و دیگر اعضای حزب تنگو در آنجا اعدام شدند.
یوشینوبو در برخورد با شورش طولانی مدت شورش میتو (تنگوتو)، با قطع ارتباط با نیروهای قلمرو میتو، از جمله تاکدا کوئونسای که تا به حال از یوشینوبو حمایت کرده بود، سردی خود را نسبت به او نشان داد. مجازات شوگون‌سالاری برای شورشیان میتو بسیار سختگیرانه بود. سردسته‌ها، تاکدا کوئونسای و فوجیتا کوشیرو، و همچنین اکثر افراد دیگر، با گردن زدن اعدام یا به جزیره‌ای تبعید شدند. در نتیجه، قلمرو میتو در پایان دوره ادو کاملاً از جریان اصلاحات خارج شد و همچنین موجب شد محبوبیت یوشینوبو کاهش پیدا کند.
حادثه کینمون
پس از بیرون رانده شدن جناح تندروی چوشو از کیوتو، خشم علیه قلمروهای آیزو و ساتسوما که طرفدار رهبری مشترک دربار و شوگون‌سالاری بودند و موجب کنارگذاشته شدن آنان از قدرت شده بودند که در قلمرو چوشو افزایش یافت و جنبش‌هایی برای بازگشت به قدرت سیاسی در کیوتو افزایش یافت. قلمرو چوشو می‌خواست به کیوتو حمله کند و مسئله را با زور حل و فصل کند. کاخ امپراتوری، محل اقامت امپراتور، زمانی با نام کین‌ری (شهر ممنوعه) شناخته می‌شد و مکانی بود که هرگز نباید وارد آن شد. در جریان حادثه کینمون (حادثه دروازه ممنوعه) که در ماه ژوئیه (تقویم قمری) همان سال رخ داد، یوشینوبو شخصاً رهبری نیروهای مدافع کاخ امپراتوری را بر عهده داشت.
در ابتدا این نقش بر عهده ماتسودایرا کاتاموری، محافظ کیوتو و ارباب قلمرو آیزو بود، اما به دلیل بیماری، امپراتور او را کنار گذاشت و کیکی جای او را گرفت. چوشو به دروازه کاخ امپراتوری حمله کردند و سربازان آیزو برای مدتی خود را در موقعیت دشواری یافتند، اما وقتی سربازان ساتسوما به محل شتافتند، اوضاع برعکس شد. با فرار نیروهای چوشو از اطراف کاخ، شهر کیوتو که به میدان نبرد تبدیل شده بود، در هرج و مرج فرورفت.
در بحبوحه همه این اتفاقات، یوشینوبو، بدون ترسد، نیروهایش را برای محافظت از کیوتو رهبری کرد. بقایای سربازان قلمرو چوشو به اقامتگاه کانپاکو، تاکاتسوکاسا سوکه‌هیرو حمله کرده و آن را اشغال کردند.
یوشینوبو تصمیم گرفت که این موضوع را برای همیشه حل و فصل کند و با جسارت دستور آتش زدن اقامتگاه تاکاتسوکاسا را داد. بعدها، یوشینوبو دربارهٔ احساساتش نوشت و گفت: «این یک بحران بزرگ است و ما نمی‌توانیم حتی یک لحظه را هم هدر دهیم.» این تصمیمی بود که نیاز به «عزم راسخ» داشت، اما ارزشش را داشت، زیرا یوشینوبو موفق شد آخرین سربازان چوشو را تار و مار کند. با این حال، آتش‌سوزی‌های ناشی از این درگیری‌ها آنقدر شدید بود که نصف شهر کیوتو را در طی سوزاند.
حادثه کینمون نقطه عطفی برای یوشینوبو بود و نگرش آشتی‌جویانه قبلی خود را نسبت به جناح سوننو جوئی کنار گذاشت و شروع به تشکیل اتحادی تمام‌عیار با قلمروهای آیزو و قلمرو کووانا (جناح ایچی-کای-سو) کرد.: ۲۴۰ 
اردوکشی‌های چوشو
طرفداران قلمرو چوشو در حادثه کینمون شکست خوردند، جایی که با خاندان‌های آیزو و ساتسوما درگیر شدند و در نهایت دشمن دربار امپراتوری شناخته شدند. در سال ۱۸۶۶ شوگون‌سالاری، به دستور دربار امپراتوری، به اربابان فئودال مختلف اطلاع داد تا برای تنبیه به قلمرو چوشو حمله کنند.
این اولین اردوکشی چوشو بود. با این حال، خاندان اربابی چوشو قبل از نبرد تسلیم شد و برای نشان دادن اطاعت خود سر دو نفر از بزرگان خود را تقدیم کرد. پس از بازرسی، شوگون‌سالاری نیروهای خود را عقب کشید. با این حال، اندکی پس از این، کودتایی در درون خاندان چوشو رخ داد و جناح ضد شوگون‌سالاری رهبری را به دست گرفت که باعث تغییر اساسی در اوضاع شد. آنها با درک اینکه اخراج بربرها غیرممکن است، به‌طور فعال با بریتانیا برای تهیه سلاح وارد همکاری شدند. بریتانیا، در حالی که ظاهراً ادعا می‌کرد در امور داخلی ژاپن دخالت نمی‌کند، با قلمرو ساتسوما متحد شد. آنها قصد داشتند شوگون‌سالاری را که در حال نزدیک شدن به فرانسه بود، سرنگون کنند.
در سال ۱۸۶۶، سایگو تاکاموری از خاندان ساتسوما و کاتسورا کوگورو از خاندان چوشو، نیروهای خود را برای تشکیل اتحاد ساتسوما-چوشو متحد کردند. با اتحاد این دو خاندان قدرتمند، جنبش «سرنگونی شوگون‌سالاری» سرعت گرفت. شوگون‌سالاری با اطلاع از این موضوع، بار دیگر برای حمله به قلمرو چوشو اقدام کرد.
در دومین اردوکشی چوشو در سال ۱۸۶۶، برخلاف مورد قبلی، این بار هیچ دلیل موجهی برای نبرد وجود نداشت و روحیه نیروهای شوگون‌سالاری پایین بود. از سوی دیگر، جناح چوشو روحیه بالایی داشت و آموزش سربازان و کیفیت تجهیزات آنها، جناح شوگون‌سالاری را تحت الشعاع قرار داد.
علاوه بر این، شوگون چهاردهم توکوگاوا ایه‌موچی که برای رهبری نیروی اعزامی به اوساکا سفر کرده بود، بیمار شد و در آنجا درگذشت. اگرچه دومین لشکرکشی چوشو زمانی به پایان رسید که توکوگاوا یوشینوبو، که جانشین او به عنوان شوگون شد، به نحوی به نبرد پایان داد، اما این نبرد اساساً یک پیروزی برای خاندان چوشو بود و ضربه مهلکی به اعتبار رو به زوال شوگون‌سالاری وارد کرد.
پس از شکست کامل شوگون‌سالاری در دومین اردوکشی چوشو در سال ۱۸۶۶، ژاپن به‌طور کلی به سرعت از سیاست  انزوای ملی و اخراج خارجی‌ها به سیاست رویارویی با سایر نقاط جهان تغییر جهت داد.

## در منصب شوگونی

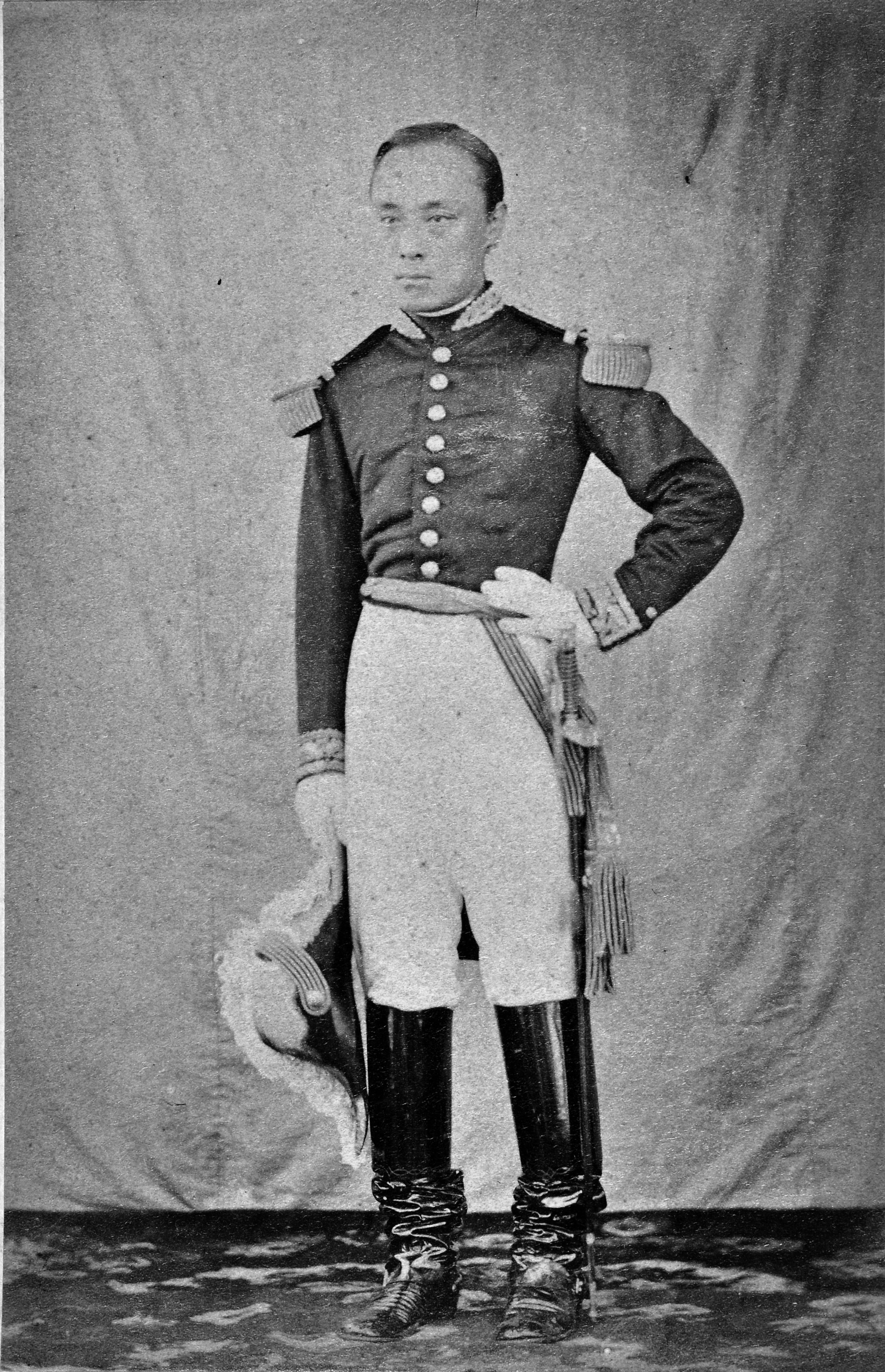
یوشینوبو با لباس نظامی که به عنوان هدیه از ناپلئون سوم اهدا شده است.

به عنوان جانشین ایه‌موچی، اعضای ارشد شورا، ایتاکورا کاتسوکیو و اوگاساوارا ناگامیچی یوشینوبو را به عنوان شوگون بعدی، علیرغم مخالفت ادو، توصیه کردند. یوشینوبو قاطعانه این پیشنهاد را رد کرد، و اگرچه در ۲۰ اوت ریاست خاندان توکوگاوا را به ارث برده بود، اما همچنان از پذیرفتن مقام شوگون خودداری می‌کرد. یوشینوبو که یک آینده‌نگر بود، پیش‌بینی کرد که نظام شوگون‌سالاری ادو دوام زیادی نخواهد داشت و علاقه‌ای به به دست گرفتن مقام شوگون نداشت.
سرانجام در ۱۰ ژانویه ۱۸۶۷، یوشینوبو در قلعه نیجو به عنوان شوگون اعلام شد. امپراتور کومی، که برای کیکی احترام زیادی قائل بود، تنها ۲۰ روز پس از مراسم تحلیف کیکی به عنوان شوگون درگذشت. این امر کیکی را بدون محافظ گذاشت و او دیگر قادر به سرکوب نیروهای ضد شوگون‌سالاری نبود. کیکی مجبور شد با ماتسودایرا شونگاکو و داته مونه‌ناری که خواستار رفتار ملایم با خاندان چوشو بودند، سازش کند، اما این به نوبه خود منجر به تیرگی روابط با قلمرو آیزو شد که از موضع سختگیرانه‌ای علیه چوشو حمایت می‌کردند.

### اصرار بر بازگشایی بندر کوبه
ژاپن در مواجهه با مسئله مهم افتتاح افتتاح بندر هیوگو که امروزه بندر کوبه نامیده می‌شود، شورای چهار ارباب را برگزار کرد. در آن زمان، خاندان ارباب ساتسوما که می‌خواست رهبری امور سیاسی را به دست گیرد، از طریق رهبرانی مانند سایگو تاکاموری و اوکوبو توشیمیچی، در پی تشکیل ائتلافی از خاندان‌های قدرتمند (ائتلافی از خاندان‌هایی که به سوی یک ملت متحد جدید حرکت کنند) بود. به عنوان بخشی از این جنبش، شورای شیکو (یا شورای چهار ارباب) ماه مه سال ۱۸۶۷ تأسیس شد که شامل پانزدهمین شوگون از شوگون‌سالاری ادو، توکوگاوا یوشینوبو و چهار دایمیو پرقدرت (یوهان) بود.
شرکت‌کنندگان دقیقاً همان کسانی بودند که در شورای مشاوران که سه سال قبل در مدت کوتاهی فروپاشیده بود، شرکت داشتند. توکوگاوا یوشینوبو و شیمازو هیسامیتسو حتی قبل از شروع موضوع اصلی بحث، یعنی افتتاح بندر هیوگو، با هم اختلاف داشتند. توکوگاوا یوشینوبو موضوع مجازات قلمرو چوشو را در مورد دومین لشکرکشی چوشو مطرح کرد و مانند شورای مشاوران، از فصاحت خود برای برهم زدن عمدی کنفرانس استفاده کرد و برای از بین بردن سیستم اجماع توطئه کرد. توکوگاوا یوشینوبو موفق شد مجوز امپراتوری را برای افتتاح بندر هیوگو/کوبه به دست آورد و قلمرو ساتسوما در این شورا در برابر یوشینوبو شکست خورد. با این حال، فشار تهاجمی او برای گشودن بندر هیوگو، مخالفت با کیکی را تشدید کرد.: ۱۰۸  موضع سرسختانه کیکی، ناتوانی چهار ارباب فئودال در کیوتو در یافتن راهی برای اصلاح امور داخلی، و تشدید اوضاع سیاسی ضد شوگونی در غرب کیوتو و اوساکا، همگی باعث شد تا قلمرو ساتسوما به سمت سرنگونی مسلحانه شوگونی و تشکیل یک نیروی ضد شوگونی به رهبری قلمرو ساتسوما متمایل شود، که خاندان ساتسوما-چوشو-آکی و جناح ضد شوگونی در خاندان توسا به آن پیوستند (توسا به‌طور کلی بیشتر طرفدار تشکیل اتحادی از خاندان‌های قدرتمند از جمله شوگونی بود.: ۱۷۲ 

### ارتباط با فرانسه
کیکی از طریق سفیر فرانسه، لئون روچس، وام‌هایی به ارزش مجموع ۶ میلیون دلار دریافت کرد و قراردادهای فروش اسلحه منعقد به ژاپن منعقد شد همچنین فرانسه کارخانه فولاد یوکوسوکا و کارگاه‌های کشتی‌سازی و تعمیر کشتی را در ژاپن تأسیس کرد.
فرانسه می‌خواست نماینده‌ای از شوگون‌سالاری را به نمایشگاه جهانی (۱۸۶۷) پاریس بفرستد زیرا لئون روچس تصمیم گرفته بود از شوگون‌سالاری حمایت کند تا با بریتانیا که به اتحاد ساتسوما-چوشو نزدیک می‌شد، مقابله کند.
یوشینوبو، از فرصت نمایشگاه جهانی پاریس در سال ۱۸۶۷ استفاده کرد و برادر کوچکترش، توکوگاوا آکیتاکه، را به اروپا فرستاد تا به‌طور فعال دیپلماسی شوگون‌سالاری را ترویج دهد. همزمان، شوگون‌سالاری نیز به تقلید از دانشجویانی که به انگلستان فرستاده می‌شدند، دانشجویانی را به خارج از کشور اعزام می‌کرد.

### اصلاحات کیئو
او با مقام‌های اصلاح‌طلب شوگون‌سالاری مانند اوگوری تاداماسا، که مدت‌ها با او در مخالفت سیاسی بود، همکاری کرد و اصلاحات کیئو را ترویج داد و اصلاح کامل ارتش را آغاز کرد. سازمان‌های نظامی سنتی گاردها را برچیده و با سپاه تفنگداران به سبک غربی جایگزین شدند و تعداد قابل توجهی از پرسنل با استعداد انتخاب شدند و آموزش در ارتش و نیروی دریایی توسط فرانسه و بریتانیا انجام شد. در مرحله بعد، بوروکراسی ساده‌سازی شد. توصیه‌های سفیر فرانسه به ژاپن، برای این تلاش‌ها مورد توجه قرار گرفت اما این امر با احیای حکومت امپراتوری توسط جناح ضد شوگون‌سالاری اصلاحات کیئو ناتمام ماند.

## بازگشت قدرت سیاسی به امپراتور

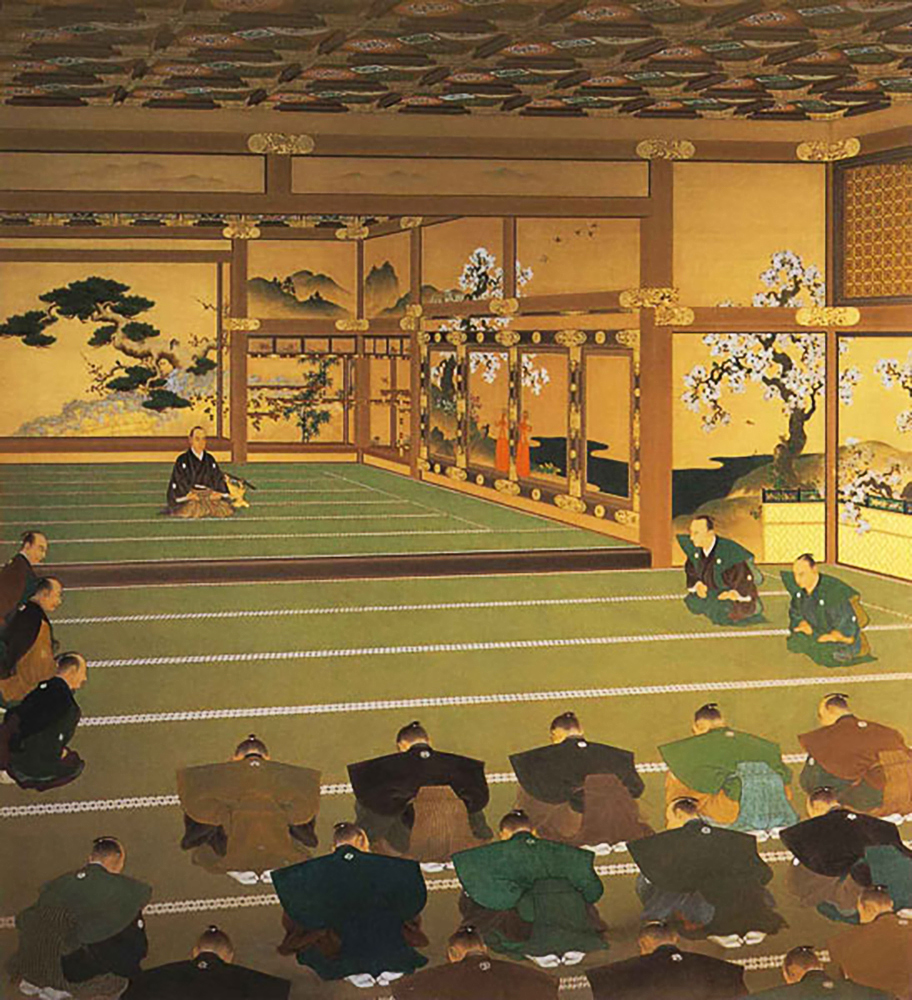
بازگشت قدرت سیاسی به امپراتور

در روز نهم از ماه یکم ۱۸۶۷ تقویم قدیم (۱۳ فوریه ۱۸۶۷ میلادی یا تقویم جدید)، صد و بیست و دومین امپراتور ژاپن امپراتور میجی در سن ۱۴ سالگی به تخت سلطنت نشست و پس از آن مقام الوهیت امپراتور بیش از پیش در بین مردم ترویج داده شد.
 قلمرو ساتسوما، قلمرو چوشو و قلمرو هیروشیما بر سر طرحی برای بازگرداندن حکومت به شوگون‌سالاری توسط گوتو شوجیرو از قلمرو توسا به توافق رسیدند. سایگو تاکاموری و دیگران که باور نداشتند کیکی این توافق را بپذیرد، آن را نشانه‌ای برای سرنگونی شوگون‌سالاری با زور دانستند.: ۱۱۳  سپس خاندان توسا دادخواستی به کیکی فرستادند و در آن گفتند که «دربار امپراتوری تنها مرجع تصمیم‌گیری در امور ملت است» و «تمام سیستم‌ها و قوانین ملت ما باید توسط شورای ایالتی در کیوتو تعیین شود.»: ۱۷۲ 
تا ماه اوت و سپتامبر، یوشینوبو از تشکیل سریع یک اتحاد ضد توکوگاوا در میان قلمروهای قدرتمند فئودالی آگاه شده بود و به‌طور فزاینده‌ای محتاط شده بود. اگر او پیشنهاد توسا را نمی‌پذیرفت، توسا به‌طور کلی به سمت سرنگونی شوگون‌سالاری با زور روی می‌آورد و بسیار محتمل بود که قلمروهای اچیزن، هیگو، قلمرو هیزن و  اُواری نیز با آن همراه شوند، بنابراین او چاره‌ای جز پذیرش آن نداشت. برعکس، تصور می‌شد که اگر او آن را بپذیرد، استدلال برای سرنگونی شوگون‌سالاری با زور دشوار خواهد بود.: ۱۷۳ 
در ۱۴ ماه دهم قمری ۱۸۶۷ تقویم قدیم (۹ نوامبر ۱۸۶۷ میلادی)، کیکی دادخواستی را به امپراتور میجی ارائه داد و درخواست بازگشت قدرت به امپراتور را کرد و در روز بعد، ۱۵ ماه دهم قمری (۱۰ نوامبر ۱۸۶۷ میلادی)، دربار امپراتوری موافقت خود را (بازگشت قدرت دولتی به امپراتور) دریافت کرد. با این حال، از آنجایی که دربار امپراتوری پس از بازگشت قدرت به امپراتور قدرت واقعی نداشت، دربار امپراتوری مجبور شد پاسخ دهد که «تصمیم‌گیری» در مورد امور روزمره دولت «ممکن» خواهد بود و در واقع، دولت کیکی همچنان به حیات خود ادامه داد.: ۱۷۳ 
در ۱۰ ژانویه ۱۸۶۷، یوشینوبو زمانی که ۲۹ ساله بود، به مقام شوگون رسید و در ۹ نوامبر ۱۸۶۷ میلادی، حکومت را به امپراتور بازگرداند، به این معنی که او فقط ۱۱ ماه به عنوان شوگون خدمت کرد.

### نیت توکوگاوا یوشینوبو، برای بازگرداندن حکومت به امپراتور
توکوگاوا یوشینوبو، قدرت را به دربار امپراتوری بازگرداند و نقشه‌های سرنگونی شوگون‌سالاری با زور توسط اشراف‌زاده ایواکورا تومومی و خاندان ارباب ساتسوما، که مخفیانه در حال آماده‌سازی فرمان مخفی امپراتوری برای سرنگونی شوگون‌سالاری بودند، به جایی نرسید. این وضعیت برای شوگون سابق، یوشینوبو، مطلوب بود. اگرچه یوشینوبو حکومت را به امپراتور بازگردانده و از مقام شوگون بازنشسته شده بود، اما قصد ترک مرکز قدرت را نداشت و با قدرت خاندان توکوگاوا که تیول ۴ میلیون ککو داشتند، به نظر می‌رسید که قصد دارد در یک دولت جدید و مدرن که حتی از سیستم فئودالی متمرکزتر بود، به یک حکمران مطلق تبدیل شود. الگوی این امر ممکن است ناپلئون سوم فرانسه باشد. در واقع، از نظر تجربه و توانایی، یوشینوبو مناسب‌ترین فرد برای ریاست دولت جدید بود.
در مورد جایگاهی که قرار بود به یوشینوبو در دربار امپراتوری داده شود، تا زمانی که قدرت واقعی دربار امپراتوری در دست صدراعظم نیجو نارییوکی و شاهزاده ناکاگاوا باشد، و تا زمانی که یوشینوبو یک ارباب فئودال برجسته باقی بماند،: ۱۱۵  حتی اگر دولت به امپراتور بازگردانده می‌شد، به نظر می‌رسید که قدرت و کنترل بالفعل یوشینوبو ادامه خواهد یافت. با این حال، آنچه یوشینوبو از آن غافل شد این بود که از آنجایی که او دولت را به امپراتور بازگردانده بود، برخلاف دوره‌ای که دولت در اختیار خود او بود، اگر ترکیب یا سیاست‌های دربار امپراتوری تغییر می‌کرد، یوشینوبو هیچ کاری در مورد آن نمی‌توانست انجام دهد و این به واقعیت تبدیل شد.: ۱۱۶ 
توکوگاوا یوشینوبو پس از استعفا به عنوان شوگون   از ۱۸ اکتبر ۱۸۶۷، به مدت حدود سه ماه منصب وزیر کشور ژاپن را عهده‌دار بود و در این مدت توکوگاوا نایفو (وزیر کشور توکوگاوا) نیز نامیده می‌شد.

## احیای حکومت امپراتوری

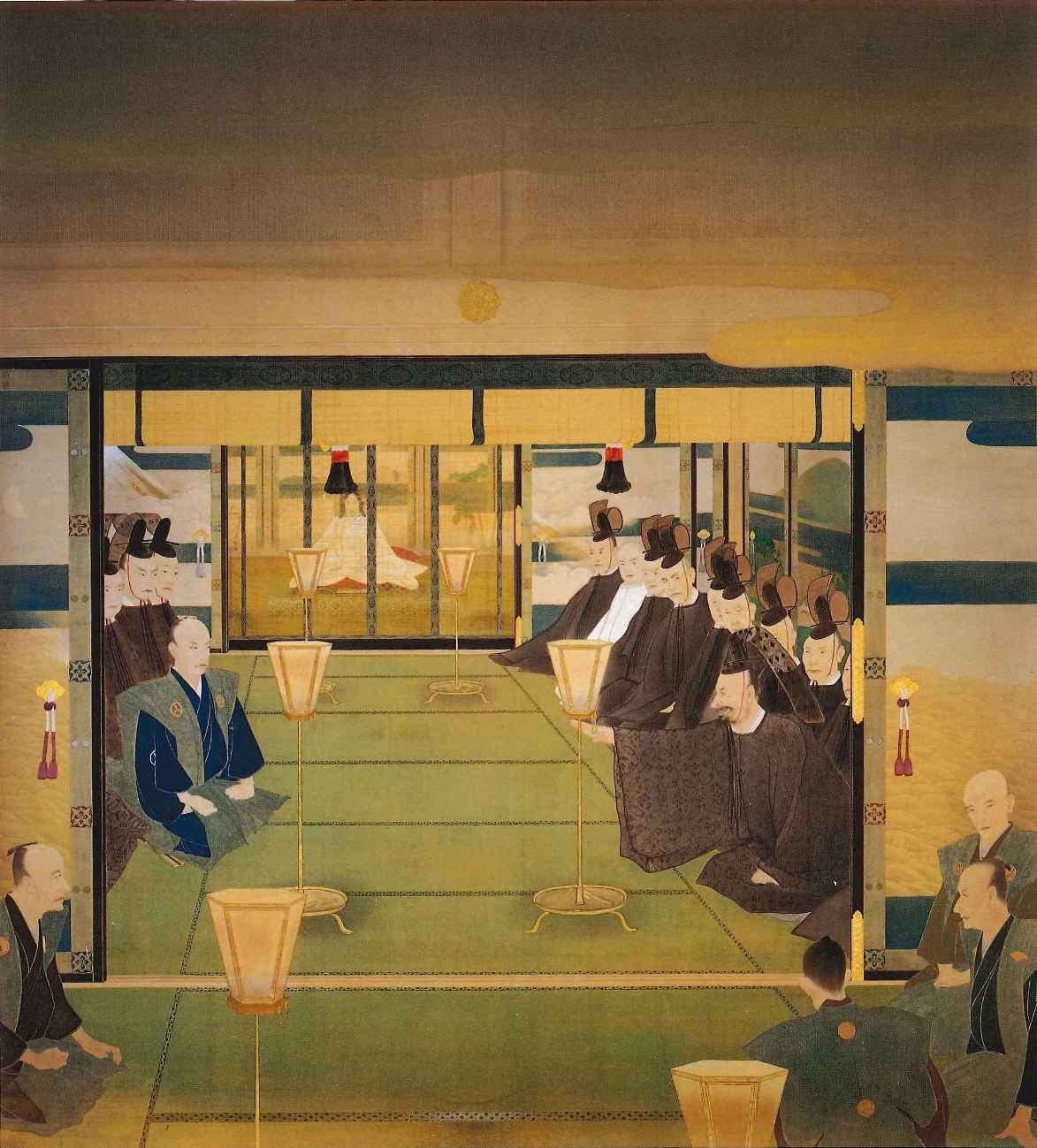
تصویری نقاشی شده از جلسه کوگوشو و بحث در مورد «احیای حکومت امپراتوری». این نقاشی صحنه‌ای از مناظره‌ای داغ بین یامائوچی یودو (چپ) و ایواکورا تومومی (راست) را که در کاخ امپراتوری کیوتو و در مقابل امپراتور میجی نشسته در پشت پرده‌ها، برگزار شد، به تصویر می‌کشد.

پس از شروع دوران نوسازی میجی (اشاره به ۹ نوامبر ۱۸۶۷ دارد)، سایگو تاکاموری و دیگران موقتاً از نقشه خود برای سرنگونی شوگون‌سالاری با توسل به زور دست کشیدند، اما وقتی متوجه شدند که وضعیت فعلی صرفاً یک تغییر جهت جانبی توسط کیکی و سیستم شوگون‌سالاری سابق است و دربار امپراتوری هیچ پایه و اساس مادی ندارد، شروع به همکاری با ایواکورا تومومی، که از سال قبل رهبر اشراف ضد شوگون‌سالاری شده بود، برای سرنگونی آن کردند. در شورای امپراتوری در روز هشتم ماه دوازده قمری (۲ ژانویه ۱۸۶۸)، تصمیم گرفته شد که قدرت قلمرو چوشو احیا شود و به پنج اشراف‌زاده، از جمله سانجو سانه‌تومی، علیرغم مخالفت کیکی، اجازه بازگشت به کیوتو داده شود. علاوه بر این، در روز بعد یعنی نهم ماه دوازده قمری (۳ ژانویه ۱۸۶۸)، جلسه کوگوشو برگزار شد و پنج قلمرو ساتسوما، توسا، آکی، اُواری و اچیزن کودتایی ترتیب دادند و کنترل دربار امپراتوری را به دست گرفتند و با برکناری کِیکی، اعلامیه بزرگ احیای حکومت امپراتوری و تأسیس دولت جدیدی را اعلام کردند.: ۱۱۶ 
در جلسه عصر جلسه کوگوشو، یامائوچی یودو از توسا به شدت با ایواکورا و دیگران مخالفت می‌کرد. یامائوچی یودو معتقد بود که دولتی از اربابان فئودال به ریاست توکوگاوا یوشینوبو، شکل ایده‌آل دولت جدید است و او خواستار حضور توکوگاوا یوشینوبو در این کنفرانس شد که منجر به درگیری با ایواکورا شد. او نتیجه گرفت که «دو یا سه اشراف با حمایت امپراتور جوان توطئه کرده‌اند.» در واکنش به این وضعیت، سایگو تاکاموری، از ساتسوما، ایواکورا را تشویق کرد و گفت که اگر لازم باشد، یوشینوبو را با خنجر خواهد زد و در نهایت در این جلسه  تصمیم گرفته شد که توکوگاوا یوشینوبو باید «از سمت وزیر کشور استعفا دهد و نیمی از قلمرو شوگون‌سالاری را بازگرداند» این دو شرط به عنوان معیاری برای مسئولیت‌پذیری در قبال سوءمدیریت دولت توکوگاوا در نظر گرفته شد.
اعلامیه بزرگ احیای حکومت امپراتوری در ۳ ژانویه ۱۸۶۸، پایان ۷۰۰ سال حکومت سامورایی‌ها را رقم زد.

## جنگ بوشین

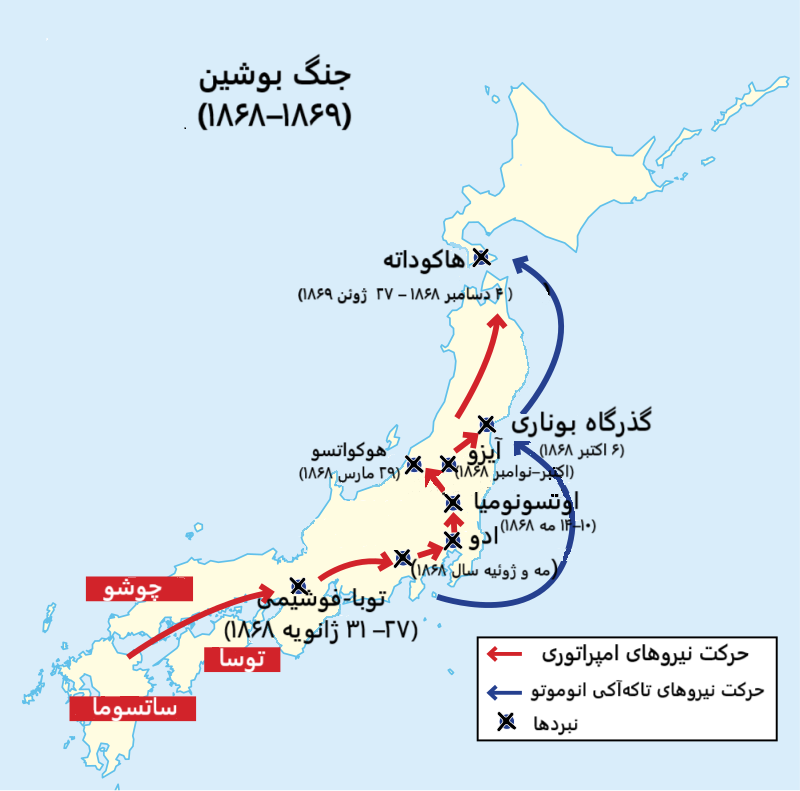
نقشه جنگ بوشین

پس از احیای حکومت امپراتوری، بسیاری از اربابان فئودال شروع به همدردی با یوشینوبو (کِی‌کی) کردند، زیرا احساس می‌کردند تصمیم جلسه کوگوشو بسیار سختگیرانه است و فضای انتقاد از قلمرو ساتسوما و ایواکورا افزایش یافت. سپس، در روز شانزدهم، کِی‌کی خود فرستادگان شش کشور را به قلعه اوساکا دعوت کرد و از آنها خواست که اذعان کنند که او از حقوق دیپلماتیک برخوردار است و در نوزدهم، از دربار امپراتوری خواست تا اعلامیه بزرگ احیای حکومت امپراتوری را لغو کند.
برای آرام کردن خاندان‌های آیزو و کووانا که از فراخوان احیای حکومت امپراتوری خشمگین شده بودند، کیکی به همراه آنها از کیوتو به قلعه اوساکا عقب‌نشینی کرد.: ۱۷  در حالی که فرستادگان خارجی را جمع می‌کرد و مشروعیت خود را اثبات می‌کرد. در همین حال، در میان پنج خاندانی که با احیای حکومت امپراتوری، دولت جدیدی تأسیس کرده بودند، بین خاندان ساتسوما که قصد داشت با استفاده از زور نیروهای شوگون‌سالار سابق را شکست دهد و خاندان‌های توسا و اچیزن که با ادغام کیکی به دنبال گذار تدریجی بودند، اختلاف نظر وجود داشت. کیکی با لابی کردن با اچیزن و توسا، استعفا و انتقال زمین را به شکلی ملایم‌تر انجام داد و تا پایان سال، انتصاب او به عنوان عضو شورا (مشارکت در دولت جدید) تقریباً قطعی شد.: ۱۷۸–۱۷۹ 
در ۲۵ دسامبر، در غیاب یوشینوبو، شوگون‌سالاری سابق، که توسط قلمرو ساتسوما تحریک شده بود، محل اقامت خاندان ساتسوما در ادو را به آتش کشید و اوضاع را تغییر داد. در ۲۸ دسامبر، گزارشی از این موضوع توسط اومه‌تسوکه (بازرس ارشد)، تاکیگاوا توموتاکا و دیگران به قلعه اوساکا، جایی که یوشینوبو در آنجا بود، آورده شد.: ۱۸۰  نفرت از ساتسوما در میان نیروهای شوگون‌سالاری سابق، آیزو و خاندان کووانا در قلعه به حدی زیاد بود که کنترل آن غیرممکن شد. در نهایت، یوشینوبو تصمیم گرفت با ساتسوما وارد جنگ شود، فهرست جرایم ساتسوما تهیه کرد و از تاکیگاوا توموتاکا خواست که آن را به کیوتو منتقل کند. در ۲ ژانویه سال بعد (۱۸۶۸)، او اوکوچی ماساتادا، یکی از اعضای ارشد شورا، را به عنوان فرمانده کل قوا منصوب کرد و ارتشی شامل سربازانی از خاندان‌های آیزو و کووانا را به سمت کیوتو روانه کرد که منجر به درگیری مسلحانه با سربازان ولایت ساتسوما شد.: ۱۸۰ 
در روز سال نو در سال ۱۸۶۸ (سال چهارم کیئو)، یوشینوبو اطلاعیه حمله به ساتسوما را صادر کرد و روز بعد، تقریباً ۱۵٬۰۰۰ سرباز شوگون‌سالاری، از جمله سربازانی از قلمروهای آیزو و قلمرو کووانا و شینسنگومی، شروع به راهپیمایی به سمت کیوتو کردند. با این حال، یوشینوبو از جنگ در حومه کیوتو، جایی که امپراتور بود، بیزار بود و طبق گزارش‌ها دستور داد که تحت هیچ شرایطی درگیری با دربار آغاز نشود. این اقدام نظامی با هدف هموار کردن راه برای یوشینوبو برای بیرون راندن نیروهای ساتسوما از کیوتو و سپس سفر شخصی به کیوتو برای تأسیس دولت جدید انجام شد.

### نبرد توبا-فوشیمی

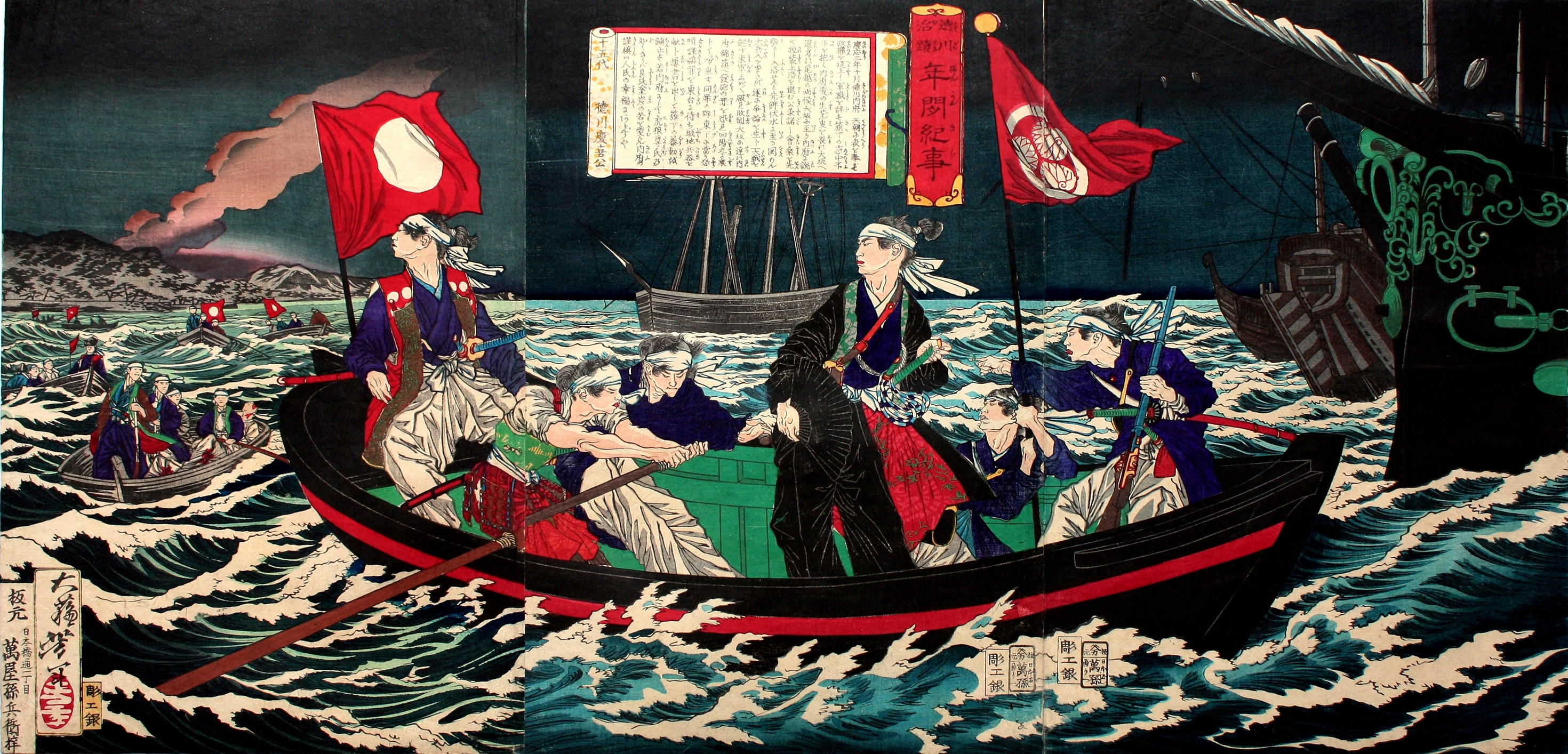
بازگشت یوشینوبو به ادو در میانه جنگ بوشین

در نبرد توبا-فوشیمی که در ۳ ژانویه آغاز شد، نیروهای سابق شوگون‌سالاری در روزهای ۳، ۴ و ۵ ژانویه شکست‌های متوالی متحمل شدند. این امر منجر به از بین رفتن موقعیت برتر یوشینوبو از زمان نوسازی میجی شد.: ۱۸۱–۱۸۲  یوشینوبو در روز ششم ژانویه از قلعه اوساکا فرار کرد و به ادو عقب‌نشینی کرد. در این زمان، او انوموتو تاکه‌آکی، کاپیتان کایو مارو، را از عقب‌نشینی به ادو مطلع نکرد و تاکه‌آکی در میدان نبرد جا ماند. بزرگ‌ترین دلیل عقب‌نشینی این بود که او نمی‌خواست به عنوان دشمن دربار ژاپن شناخته شود. در نبرد توبا-فوشیمی، ارتش‌های ساتسوما و چوشو پرچم دربار امپراتوری را برافراشتند. پرچم دربار امپراتوری پرچمی بود که فقط توسط ارتش امپراتوری، نیروهای نظامی دربار امپراتوری، می‌توانست برافراشته شود و نشانه گرفتن اسلحه به سمت پرچم دربار امپراتوری به این معنی بود که کسی که علیه امپراتور شورش کرده بود، دشمن دربار امپراتوری شده بود. برای یوشینوبو (کیکی) که از سنین جوانی میتوگاکو (طرفدار احترام به امپراتور) را مطالعه کرده بود، این احتمالاً غیرقابل بخشش بود. «حادثه فرار از قلعه اوساکا» به دوران سیاسی یوشینوبو پایان داد و او در نهایت دولت جدید به رهبری قلمرو ساتسوما را پذیرفت. یوشینوبو به دلیل اعمالش که شایسته یک سامورایی نبود، مانند فرار از جنگ در مواجهه با دشمن، نه تنها توسط دشمنانش، بلکه توسط متحدانش نیز مورد انتقاد قرار گرفت و این حادثه بزرگ‌ترین لکه ننگ در زندگی او شد و بر زندگی او و شهرت آیندگان سایه افکند.
یوشینوبو مخفیانه از قلعه اوساکا در مواجهه با دشمن در طول نبرد توبا-فوشیمی گریخت، که یکی از عواملی بود که منجر به شکست نیروهای سابق شوگو سالاری شد. گفته می‌شود که این به این دلیل بود که او با پیروی از آموزه‌های میتوگاکو، نمی‌خواست از دربار امپراتوری سرپیچی کند. دلیل دیگر ممکن است این باشد که مادرش، شاهدخت یوشیکو، از تبار امپراتوری بود.
میتوگاکو که یوشینوبو از کودکی آن را آموخت، به شدت تحت تأثیر نئوکنفوسیونیسم بود، با ایده اصلی احترام به امپراتور و این ایده که تقوای فرزندی و احترام فرزند به پدر و مادر بزرگ‌ترین فضیلت است. احتمالاً این تأثیر عمیقاً ریشه در ایده یوشینوبو برای احترام به امپراتور داشت. علاوه بر این، شاهزاده تاروهیتو، که نیروهای امپراتوری را به عنوان فرمانده بزرگ لشکرکشی شرقی (توسی‌گون) در طول جنگ بوشین رهبری می‌کرد، نتیجهٔ پدر شاهدخت یوشیکو، شاهزاده آریسوگاوا بود. علاوه بر این، ژاپن در آن زمان در معرض تهدید قدرت‌های غربی نیز قرار داشت و در شرایطی بود که ممکن بود توسط کشورهای خارجی تصرف شود. در چنین شرایطی، توکوگاوا یوشینوبو احتمالاً فکر می‌کرد که اکنون زمان جنگیدن در داخل کشور نیست.
در هر صورت، این شکست این تصور را ایجاد کرد که کیکی به دولت امپراتور حمله کرده و متحمل شکست شده است، و حتی اربابان فئودالی که طرفدار کیکی بودند، دیگر با دستور تعقیب کیکی مخالفت نکردند.: ۱۷۲  در ۷ ژانویه، دستور تعقیب کیکی رسماً صادر شد و کیکی از مقام رسمی خود خلع شد. کیکی و گروهش در ۱۲ ژانویه به ادو رسیدند.: ۲۵۲ 
یوشینوبو جناح شورشی، از جمله اوگوری تاداماسا کاتاموری ماتسودایرا، ارباب آیزو و ماتسودایرا ساداآکی، ارباب کووانا، را سرکوب کرد و بر تسلیم شدن در برابر دولت اصرار ورزید.: ۱۸  او برای نشان دادن تسلیم خود، مشاور ارشد ایتاکورا کاتسوشیگه و مشاور جوان ناگای نائویوکی را که آنها نیز به عنوان دشمنان دربار شناخته شده و رتبه‌های رسمی‌شان سلب شده بود، برکنار کرد و دستور داد کاتاموری و ساداکاتا در حبس خانگی قرار گیرند. او حل و فصل اوضاع را به کاتسو کایشو و اوکوبو ایچیو سپرد و خود را در معبد کانئی در اوئنو (محله‌ای در توکیوی امروزی) در حبس خانگی داوطلبانه قرار داد.: ۱۸۴ 
یوشینوبو از ترس ناآرامی توسط شوگیتای و دست‌نشاندگان سابق شوگون‌سالاری، درخواست کرد که در زادگاهش میتو تحت بازداشت خانگی قرار گیرد.: ۱۷۲  در ۹ مارس، فرمانده بزرگ لشکرکشی شرقی (توسی‌گون) هفت شرط برای کاهش حکم اعدام یوشینوبو ارائه داد، از جمله تسلیم قلعه ادو و تسلیم کشتی‌های جنگی و سلاح‌ها، و همچنین قرار دادن یوشینوبو در بازداشت خانگی در قلمرو اوکایاما. هنگامی که کاتسو کایشو در ۱۴ مارس با سایگو تاکاموری، افسر ستاد توسی‌گون، ملاقات کرد، درخواست کرد که یوشینوبو در میتو، نه اوکایاما، تحت بازداشت خانگی قرار گیرد و درخواست او پذیرفته شد.: ۲۱–۲۲  در ۴ آوریل، هاشیموتو سانه‌یانا، فرماندار کل صلح توکایدو، به عنوان فرستاده امپراتوری وارد قلعه ادو شد و حکم اعدام یوشینوبو را کاهش داد و به او دستور داد که در میتو تحت بازداشت خانگی قرار گیرد.: ۲۲  در ۱۱ آوریل، سربازان وارد قلعه ادو شدند و قلعه ادو برای عموم مردم باز شد. در ۲۱ آوریل، فرمانده نیروهای امپراتوری شاهزاده آریسوگاوا تاروهیتو وارد قلعه ادو شد. با این اتفاق، شوگون‌سالاری ادو هم در اسم و هم در واقعیت ناپدید شد. پس از این، سیستم شوگون‌سالاری و مقام رسمی شوگون لغو شد و او آخرین شوگون در تاریخ ژاپن شد.

## دوره خویشتن‌داری
در ۱۰ آوریل، تاریخ و زمانی که یوشینوبو موافقت کرده بود ادو را با فرمانده بزرگ لشکرکشی شرقی ترک کند، دچار اسهال شد و تاریخ را یک روز به تعویق انداخت و در سپیده دم ۱۱ آوریل معبد کانئی را ترک کرد و به سمت میتو حرکت کرد و در ۱۵ آوریل برای اولین بار پس از بیش از بیست سال به میتو رسید. در میتو، او تحت بازداشت خانگی قرار گرفت.: ۱۸۷ 
در ۲۹ آوریل کبیسه، یک ماه و نیم پس از ورود یوشینوبو به میتو، دولت تصمیم گرفت که توکوگاوا ایه‌ساتو جانشین رئیس خاندان توکوگاوا شود و در ۲۴ مه، قلمرو خاندان اصلی توکوگاوا از ۴ میلیون ککو به ۷۰۰٬۰۰۰ ککو در قلمرو سونپو کاهش یافت.: ۱۸۹ 
تقریباً همزمان با ورود یوشینوبو به میتو، اختلافات داخلی شدیدی در قلمرو میتو وجود داشت. حزب تنگو که طرفدار امپراتوری و ضد بیگانگان بود و با حمایت یوشینوبو و فرمان امپراتوری از امپراتور میجی به قدرت رسیده بود، به تازگی حزب طرفدار شوگون‌سالاری و ضد تنگو را از قلمرو بیرون رانده بود. با این حال، مشخص نبود که حزب ضد تنگو که به آیزو گریخته بودند، چه زمانی بازخواهند گشت و حبس خانگی یوشینوبو در شهر میتو که از نظر سیاسی ناپایدار بود، مطلوب نبود بنابراین به یوشینوبو دستور داده شد تا در ۱۰ ژوئیه به سونپو (شیزوئوکا) نقل مکان کند. علاوه بر این، یوشینوبو به عنوان پدرخوانده توکوگاوا ایه‌ساتو در فهرست خانوادگی خانواده اصلی ثبت شد.: ۱۸۸ 
یوشینوبو در ۲۱ ژوئیه، به سونپو سفر کرد. عصر همان روز، وارد معبد هودای-این شد. در آنجا قرار بود به مدت یک سال و دو ماه در حبس زندگی کند.: ۱۸۹ 
طبق گفته‌های بعدی کیکی، در طول دوران حبسش در معبد هودای-این، او از بیرون رفتن خودداری کرد و در عوض نقاشی رنگ روغن را آموخت. پس از آنکه گروه انوموتو تاکه‌آکی در اکتبر ۱۸۶۸ گوریوکاکو در هاکوداته را اشغال کردند، اوکوبو توشی‌میچی و کاتسو کایشو پیشنهاد لغو حصر خانگی یوشینوبو و دستور به او برای حمله به گروه انوموتو را دادند، اما این پیشنهاد به دلیل مخالفت سانجو سانه‌تومی کنار گذاشته شد. جنگ بوشین با تسلیم گروه انوموتو در ماه مه ۱۸۶۹ پایان یافت. در نتیجه لابی‌گری ملازمان سابق مانند کاتسو کایشو و اوکوبو کازوئو با مقامات عالی‌رتبه دولتی مانند سانجو سانه‌تومی و اوکوبو توشی‌میچی، حصر خانگی یوشینوبو در ماه سپتامبر لغو شد.: ۱۸۹–۱۹۰ 

## در طول دوران زندگی‌اش در شیزوئوکا

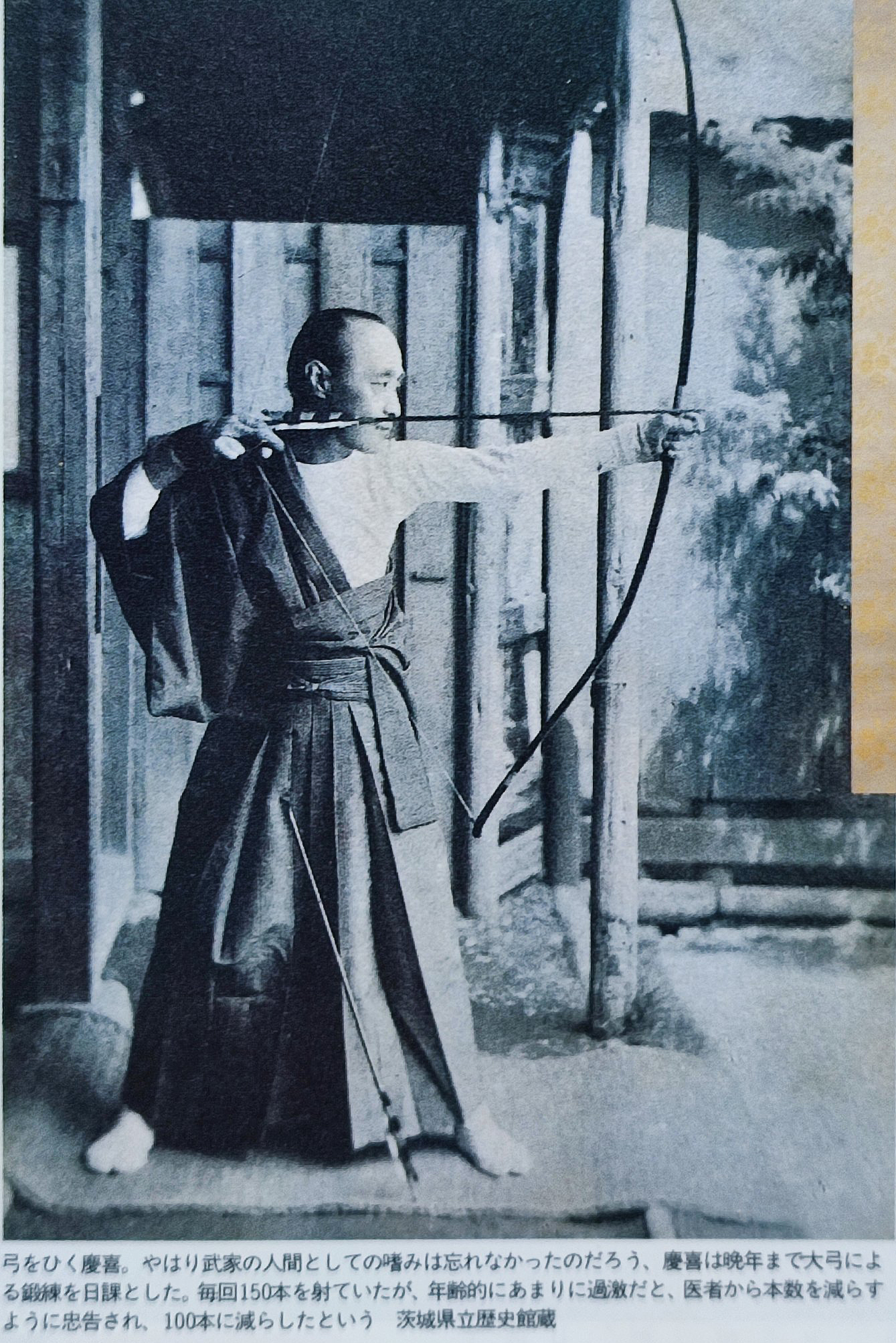
یوشینوبو در حال تیراندازی با کمان. تیراندازی با کمان یکی از سرگرمی‌های مورد علاقه او بود و او تا بهار ۷۷ سالگی‌اش هر روز به تیراندازی با کمان ادامه می‌داد.

پس از لغو حبس، او در ۵ اکتبر ۱۸۶۹ (سال دوم میجی) هودای-این را ترک کرد و به سونپو تغییر نام داده بود، نقل مکان کرد. پس از تسلیم قلعه ادو در سال ۱۸۹۱، همسر یوشینوبو، ایچیجو میکاکو، که در اقامتگاه میتو در کویشیکاوا زندگی می‌کرد، به شیزوئوکا آمد و زندگی با او را آغاز کرد. یوشینوبو در آن زمان ۳۳ سال و میکاکو ۳۵ سال داشت.: ۱۹۶ 
در ژوئیه ۱۸۷۱ (میجی ۴)، قلمروهای فئودالی لغو و استان‌ها تأسیس شدند و توکوگاوا ایه‌ساتو به توکیو نقل مکان کرد، اما یوشینوبو در شیزوئوکا ماند.: ۳۸ 
او از هرگونه ارتباط با مقام‌های سابق شوگون‌سالاری که سابقه عدم تسلیم در برابر دولت و اتخاذ موضع سرکشانه را داشتند، اجتناب می‌کرد و در ۱۸ مه ۱۸۷۸، هنگامی که عضو سابق شورا، ناگای نائویوکی (که توسط یوشینوبو برکنار شده و سپس با انوموتو تاکه‌آکی فرار کرده بود، به عنوان «قاضی هاکوداته» تحت نظر انوموتو به عنوان «مدیر کل» در گوریوکاکو در هاکوداته خدمت می‌کرد و پس از تسلیم مدتی زندانی شد) به شیزوئوکا آمد و درخواست ملاقات با یوشینوبو برای «بررسی وضعیت خود» را کرد، اما یوشینوبو از ملاقات با او خودداری کرد.: ۶۹–۶۷ 
یوشینوبو در دوران اقامتش در شیزوئوکا، هم از نظر جایگاه و هم از نظر مالی تحت کنترل رئیس خاندان توکوگاوا، توکوگاوا ایه‌ساتو، بود. او با پول‌های ارسالی از ایه‌ساتو در توکیو زندگی می‌کرد و مباشران و خدمتکاران یوشینوبو توسط ایه‌ساتو منصوب می‌شدند. همچنین گفته می‌شود که یوشینوبو به دخترانش که در توکیو تحت مراقبت ایه‌ساتو بودند، «به شدت هشدار» می‌داد که از ایه‌ساتو اطاعت کنند.: ۸۷–۸۶ 

## پس از نقل مکان به توکیو

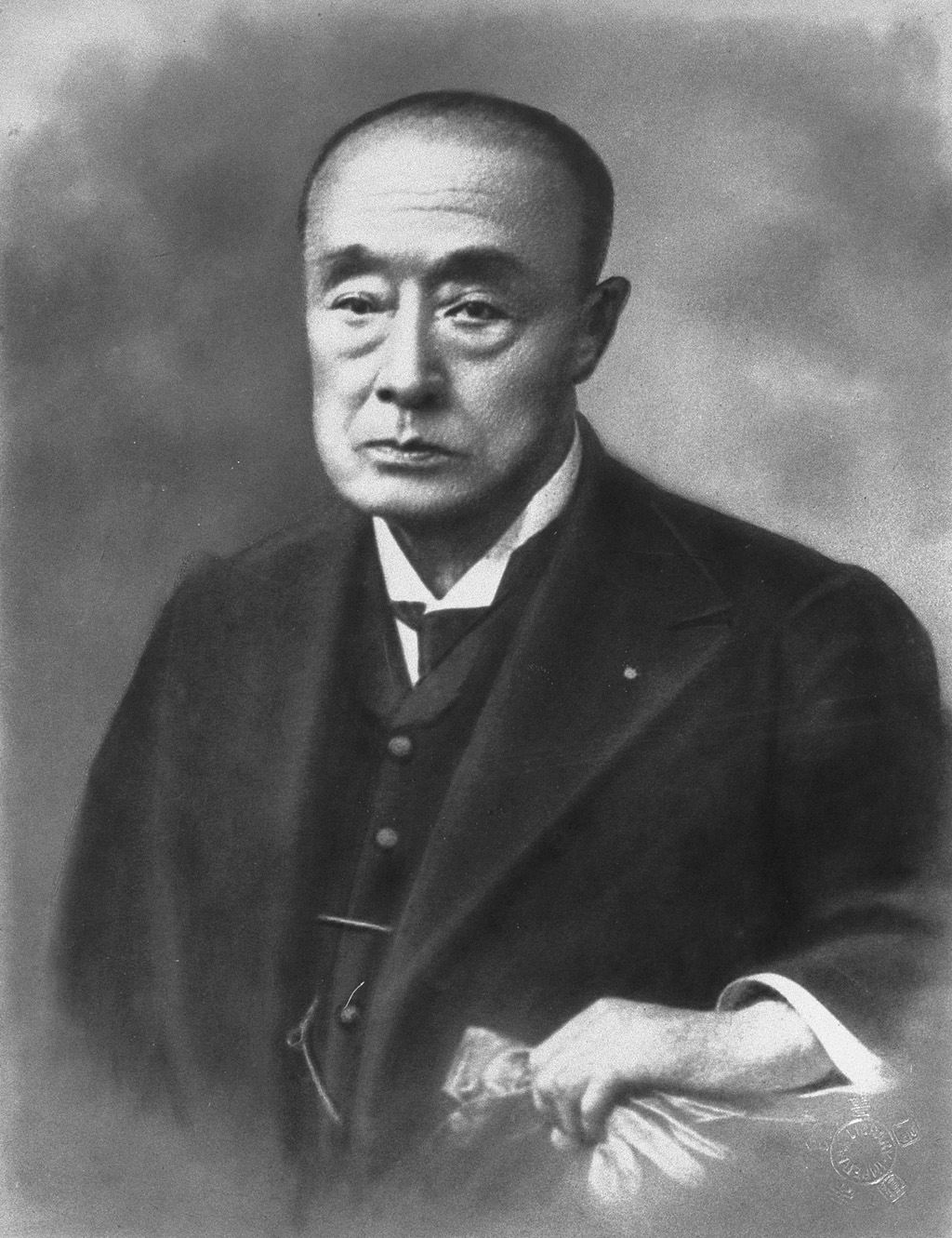
پرتره توکوگاوا یوشینوبو (۱۸۳۷–۱۹۱۳)

در ۹ ژانویه ۱۸۹۶، دختر نهم او توکوگاوا تسونه‌کو (۱۸۸۲–۱۹۳۹) با شاهزاده فوشیمی هیرویاسو، پسر عموی دوم امپراتور هیروهیتو ازدواج کرد.
در نوامبر ۱۸۹۷، در سن ۶۰ سالگی، بر اساس «زندگینامه عمومی توکوگاوا یوشینوبو»، توکوگاوا یوشینوبو در سال‌های پایانی عمر خود به سه دلیل به توکیو نقل مکان کرد: دیدار از دربار امپراتوری برای نشان دادن قدردانی خود از دربار امپراتوری، احساس تنهایی پس از ازدواج فرزندانش و ترک شیزوئوکا، و اینکه می‌خواست در محیطی باشد که در آن از نظر مراقبت‌های پزشکی و پرستاری مشکلی نداشته باشد.
پس از نقل مکان به توکیو، او رابطه خود را با خانواده امپراتوری تقویت کرد و در ۲ مارس ۱۸۹۸، از کاخ امپراتوری توکیو بازدید کرد و با امپراتور میجی ملاقات حضوری داشت. او همچنین رابطه نزدیکی با ولیعهد یوشیهیتو (بعدها امپراتور تایشو) برقرار کرد. کیکی مرتباً از کاخ توگو بازدید می‌کرد و در مناسبت‌های مختلف، از جمله تبریک سال نو، جشن تولد شاهزاده هیروهیتو (بعدها امپراتور شووا و تشکر از او برای جوایز و نشان‌هایی که به اهدا کرده بود، با ولیعهد ملاقات می‌کرد.: ۱۶۲–۱۶۱ 
در ۳ ژوئن ۱۹۰۲، به او عنوان دوک اعطا شد و خاندان توکوگاوا یوشینوبو را تأسیس کرد. پس از اعطای عنوان دوک، او همچنین به عضویت مجلس اعیان ژاپن طبق قانون کسب شرایط در مجلس اعیان درآمد.: ۱۷۱ 

### ارتباط با شیبوساوا ای‌ایچی
یوشینوبو حامی شیبوساوا ای‌ایچی (ملقب به «پدر سرمایه‌داری ژاپن») بود، او نه تنها شیبوساوا را از یک کشاورز به یک سامورایی تبدیل کرد، بلکه به او فرصت تحصیل در فرانسه را نیز داد. شیبوساوا که پیش از نوسازی میجی، دانش دست اولی از اقتصاد غرب کسب کرده بود، توانست با آغاز دوران میجی به رهبری در نوسازی اقتصاد ژاپن تبدیل شود. شیبوساوا معتقد بود که وجودش را مدیون یوشینوبو است و برای جبران این قدردانی، مرتباً به یوشینوبو که در شیزوئوکا در حصر خانگی بود، سر می‌زد تا او را دلداری دهد.
در دهه ۱۹۰۰، شیبوساوا خود را وقف تکمیل کتاب زندگینامه عمومی توکوگاوا یوشینوبو کرد. این کتاب پس از مرگ یوشینوبو در سال ۱۹۱۸ منتشر شد.: ۱۸۲–۱۸۳ 
پس از دوک شدن، یوشینوبو از نظر مالی نیز از خانواده اصلی مستقل شد. این به این دلیل بود که او شروع به کسب مقدار قابل توجهی پول از سود سهام و درآمد حاصل از خرید اوراق قرضه دولتی کرد. نکته مهم در این سرمایه‌گذاری‌ها این بود کِیکی سهام شرکت‌هایی را در اختیار داشت که شیبوساوا ای‌ایچی تأسیس یا در آنها سرمایه‌گذاری کرده بود.: ۱۷۴ 
مورخ ژاپنی یوایچیرو آندو، می‌گوید: «نوسازی میجی دستاورد قلمرو ساتسوما و قلمرو چوشو نبود. شیبوساوا، به عنوان یکی از ملازمان سابق شوگون‌سالاری، قویاً معتقد بود که یوشینوبو، که نگرش مطیعانه‌ای نسبت به دربار امپراتوری داشت، کسی بود که بیشترین سهم را در احیای میجی داشت.»

### پس از بازنشستگی از ریاست خاندان

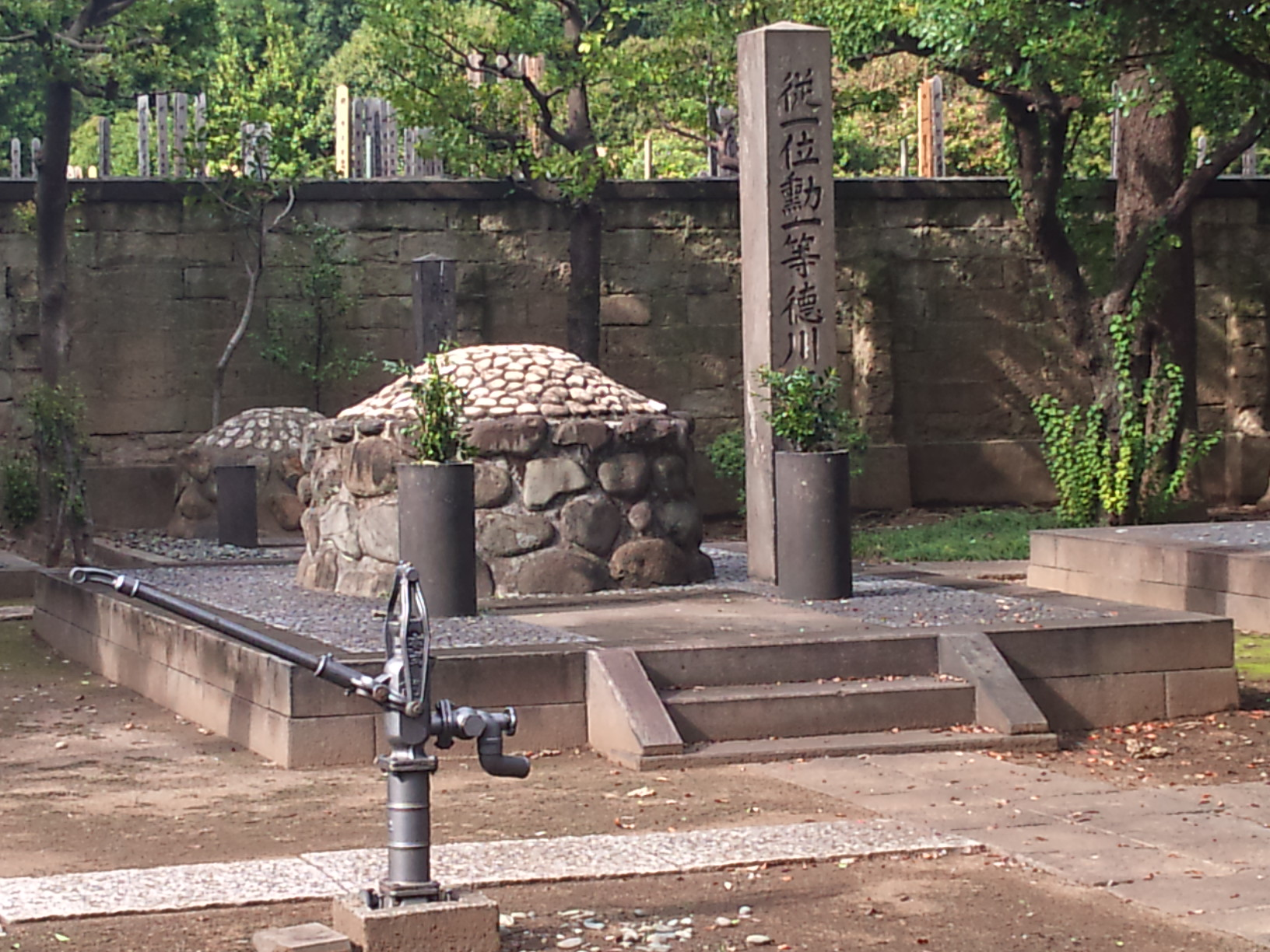
قبر یوشینوبو در گورستان یاناکا در توکیو

در ۸ دسامبر ۱۹۱۰، او بازنشسته شد و ریاست و عنوان خانواده را به پسر هفتم خود، توکوگاوا یوشی‌هیسا، واگذار کرد. از آنجایی که دیگر دوک نبود، در نهم همان ماه سمت خود را به عنوان عضو مجلس اعیان از دست داد.: ۱۹۲–۱۹۱ در ۲۶ دسامبر ۱۹۱۱، نوهٔ او و دختر یوشی‌هیسا، کیکوکو به دنیا آمد و در سن هیجده سالگی با شاهزاده تاکاماتسو، برادر امپراتور شووا ازدواج کرد.
زندگی آرام یوشینوبو در بازنشستگی، ترکیبی از سرگرمی‌های فراوان، از شکار، ماهیگیری، بازی گو، تئاتر نو، گل‌دوزی، نقاشی رنگ روغن، عکاسی، دوچرخه‌سواری و ساخت سرامیک بود. او همچنین مهارت‌های هنرهای رزمی خود را که از کودکی در آنها ورزیده شده بود را حفظ کرد و حکایاتی وجود دارد که نشان می‌دهد او به ویژه در پرتاب شوریکن (سلاحی که بیشتر نینجاها استفاده می‌کردند) متخصص بوده است. همچنین با اوکوما شیگه‌نوبو (هشتمین نخست‌وزیر ژاپن) در تدوین «تاریخ پنجاهمین سال گشایش ژاپن» همکاری کرد و تجربیات خود را که در جلد اول با عنوان خاطرات توکوگاوا یوشینوبو گنجانده شده است، برای اوکوما تعریف کرد.: ۱۸۲–۱۸۳ 
توکوگاوا یوشینوبو در ۲۱ نوامبر ۱۹۱۳، در سن ۷۷ سالگی به علت ذات الریه درگذشت و در گورستان یاناکا، توکیو به خاک سپرده شد. تقریباً ۶۰۰۰ نفر در مراسم تشییع جنازه شرکت کردند، از جمله اعضای خانواده امپراتوری، مقام‌های سابق شوگون‌سالاری و دیپلمات‌ها. اگر چه این یک مراسم یک تشییع جنازه دولتی نبود، شهروندان توکیو به منظور عزاداری از آواز خواندن، رقصیدن و موسیقی خودداری کردند و تسلیت خود را به‌طور گسترده ابراز کردند.

## خانواده

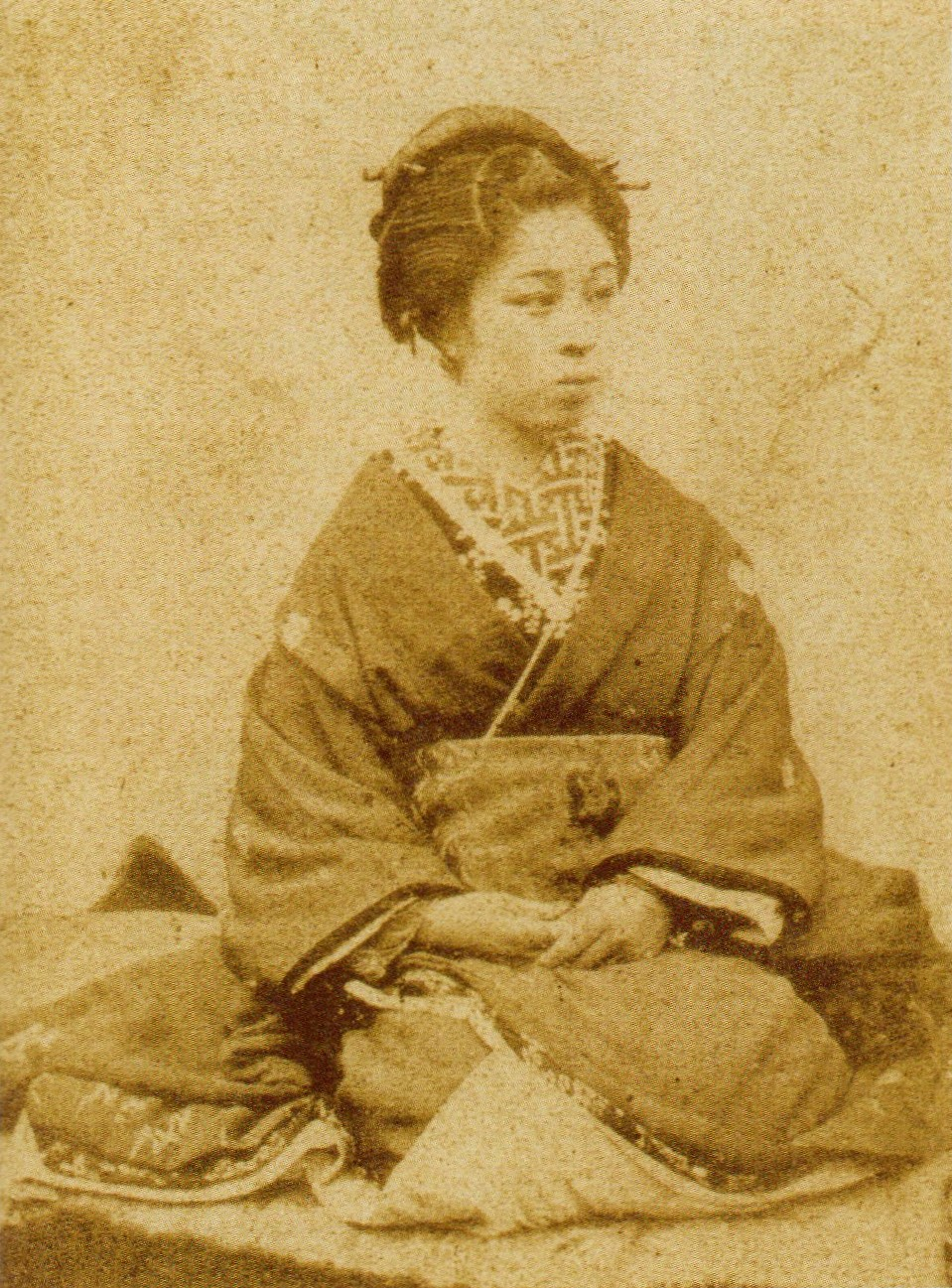
تصویری از همسر اصلی ایچیجو میکاکو

نخستین نامزدی او هنگامی بود که یوشینوبو ۱۲ سال و نامزدش ایچیجو تروکو تنها ۶ سال داشت. پدرخواندهٔ نامزد او ایچیجو تاداکا کانپاکو (نایب‌السطنه) پدر تنی امپراتریس شوکن (بعدها همسر اصلی امپراتور میجی) بود. پنج سال بعد از نامزدی، درست زمانی که تروکو در شرف ازدواج بود، به آبله مبتلا شد. اگرچه بهبود یافت، اما جای زخم‌هایی روی صورتش باقی ماند، بنابراین پدرخوانده‌اش، تاداکا، مانع از ازدواج تروکو با یوشینوبو شد و در عوض، دختر دیگری به نام ایچیجو میکاکو به سرعت به فرزندخواندگی ایچیجو تروکو درآمد و برای نامزدی جایگزین شد.
توکوگاوا یوشینوبو در طول زندگی خود تعداد بسیاری سوکوشیتسو (همسران غیراصلی) داشت اما در دوران انزوای خود در شیزوئوکا، تعداد آنان را به تنها دو نفر محدود کرد. همسر اصلی‌اش یک تنها یک فرزند دختر به دنیا آورد، اما این دختر حدود چهار روز پس از تولد درگذشت. یوشینوبو ۳۰ سال در شیزوئوکا زندگی کرد و در مجموع ۲۱ فرزند، ۱۰ پسر و ۱۱ دختر از از دو همسر غیر اصلی‌اش در شیزوئوکا متولد شدند، این دو زن علاوه بر این فرزندان، دو فرزند مرده نیز به دنیا آورده بود.
در سال ۱۸۷۱، از آنجایی که فرزندانی که در خانواده خودش بزرگ کرده بود، یکی پس از دیگری در سنین پایین فوت کردند، دختر بزرگترش، توکوگاوا کیوکو، را به روش سرپرست موقت به خانواده‌ای دیگر سپرد. از این به بعد، تمام فرزندانش را (به جز آنهایی که در سنین پایین فوت کردند) تا دهمین پسرش، که در سال ۱۸۸۸ (۲۱ میجی) متولد شده بود، در خانه‌های افراد عادی (باغبانان، بازرگانان برنج، سنگ‌تراشان و غیره) سپرد. دلیل این امر این بود که عقیده داشت اگر کودکان در خانه‌های عادی بزرگ شوند، سالم‌تر رشد می‌کنند و در واقع میزان بقای کودکان او از این نقطه به بعد افزایش یافت. دوره سرپرستی موقت این خانواده‌ها معمولاً بین سه تا چهار سال بود. در آن زمان برای یک اشراف‌زاده غیرمعمول بود که کودکی را در خانه یک فرد عادی برای پرورش بسپارد.: ۱۹۶  برخی از رویدادها نشان از اختلاف زناشویی بین یوشینوبو و همسر اصلی‌اش دارد، برای نمونه در حالی که یوشینوبو در ژوئیه ۱۸۷۲ دو همسر غیراصلی را با خود به سفری به چشمه‌های آب گرم به ایزو برد، همسر اصلی‌اش میکاکو را با خود نبرد و میکاکو پس از بازگشت یوشینوبو در همان ماه، جداگانه به چشمه آب‌گرم شوزنجی در ایزو رفت.: ۲۰۲ 

### همسران و فرزندان

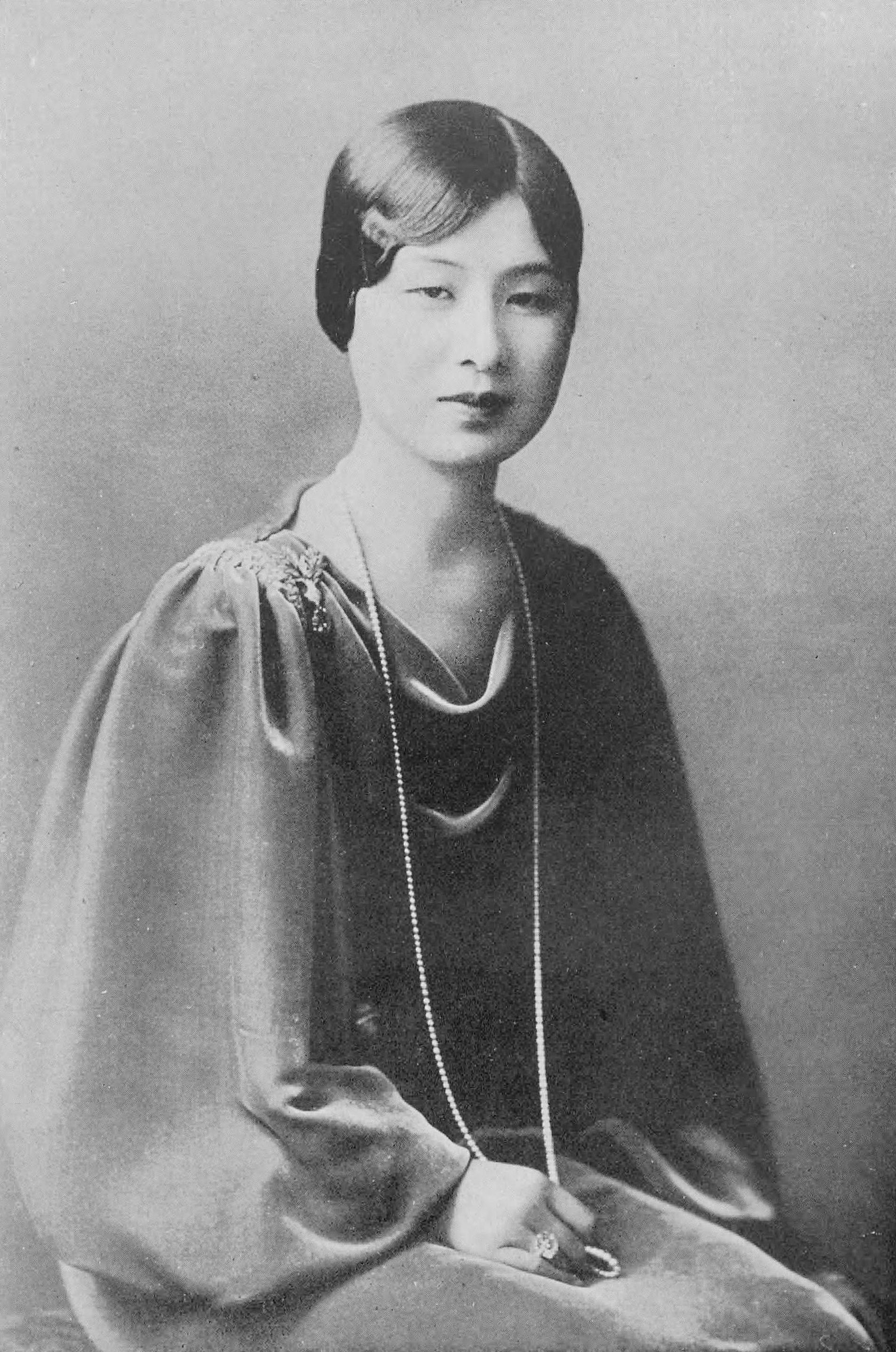
تصویری از نوهٔ یوشینوبو، کیکوکو، شاهدخت تاکاماتسو که با برادر امپراتور شووا ازدواج کرد.

نام برخی از همسران و فرزندان در زیر آمده است:
- ایچیجو میکاکو سی‌شیتسو / همسر اصلی

- صاحب دختری شد. با این حال، دختر تنها چند روز پس از تولد درگذشت.

- شینمورا نوبو سوکوشیتسو / همسر غیراصلی

- توکوگاوا کیوکو (دختر ارشد، تولد ۱۸۷۳ - مرگ ۱۸۹۳)
- شاهدخت هیروکیو کیکو (دختر نهم، تولد ۱۸۸۲ - مرگ ۱۹۳۹)
- ایکدا ناکاهیرو (پسر پنجم، تولد ۱۸۷۷ - مرگ ۱۹۴۸)
- توکوگاوا یوشی‌هیسا (پسر هفتم و جانشین، تولد ۱۸۸۴ - مرگ ۱۹۲۲)
- کاتسو کوواشی (پسر دهم، تولد ۱۸۸۸ - مرگ ۱۹۳۲)

- ناکانه ساچی همسر غیراصلی

- توکوگاوا آتسوشی (پسر چهارم، تولد ۱۸۷۴ - مرگ ۱۹۳۰)
- هاچیسوکا فوده‌کو (دختر یازدهم، تولد ۱۸۸۷ - مرگ ۱۹۲۴)
- توکوگاوا ماگوتو (پسر نهم، تولد ۱۸۸۷ - مرگ ۱۹۶۸)

- ایشیکی سوگا همسر غیراصلی (بدون فرزند)

## ارزیابی
مورخ ژاپنی آکیهیرو ماچیدا می‌نویسد: «توکوگاوا یوشینوبو (۱۸۳۷–۱۹۱۳) کسی بود که به عنوان آخرین شوگون به حکومت نظامی ۷۰۰ ساله، در ژاپن پایان داد. در تاریخ ژاپن به ندرت می‌توان شخصی را یافت که مانند توکوگاوا یوشینوبو چنین طیف گسترده‌ای از ستایش و انتقاد را دریافت کرده باشد.»  شهرت او به دو بخش افراطی تقسیم می‌شود: «خائنی که سربازان شوگون‌سالاری را در هنگام جنگ رها کرد» و «قهرمانی که شرافت خود را برای محافظت از ژاپن رها کرد».
به‌طور خاص، از شروع دوران مدرن، روندی برای ارزیابی مجدد توکوگاوا یوشینوبو وجود داشته است و نظرها در مورد حکمرانی توکوگاوا یوشینوبو، متفاوت است، اما همه موافقند که او مردی با هوش و ذکاوت فراوان بود.
اگر او در آن زمان تصمیم می‌گرفت که تا آخر بجنگند، ممکن بود قدرت‌های بزرگ خارجی مداخله کنند و یا جنگ داخلی به درازا بکشد. در طول پایان پرآشوب دوره ادو، توکوگاوا یوشینوبو تصمیم گرفت بدون جنگ از کشورش محافظت کند. این تصمیم ژاپن را از هرج و مرج بزرگ بعدی نجات داد و دری به سوی عصری جدید گشود.

### ارزیابی معاصران
| تصویر | نام             | مقام                           | ارزیابی |
| ----- | --------------- | ------------------------------ | --- |
|       | سایگو تاکاموری  | سامورایی و رهبری نظامی         | «تاگرچه او مطمئناً فرد با استعدادی است، اما به نظر می‌رسد فاقد قاطعیت است.» |
|       | لئون روچس       | سفیر فرانسه                    | «هوش، انرژی، جذابیت و انگیزه او فوق‌العاده است. مهربان و با ذکاوت، خوش‌قیافه و باوقار، شنونده‌ای خوب، متفکر و اهل مطالعه است.» |
|       | شیبوساوا ای‌ایچی | کارآفرین و پدر صنایع مدرن ژاپن | «مردم به سرعت از او انتقاد کردند و گفتند که او سعی در نابودی خاندان توکوگاوا داشته و از دست دادن جانش می‌ترسیده، اما او اصلاً به این موضوع اهمیت نمی‌داد و نه تنها هیچ بهانه‌ای نیاورد، بلکه حتی تا به امروز هم چیزی در مورد آن نگفته است. این نشانه‌ای از یک شخصیت واقعاً شریف است و من نمی‌توانم از تحسین او دست بردارم.» او همچنین در زندگینامه توکوگاوا یوشینوبو نوشت: «مردی با روح بزرگ که حتی اگر به او توهین می‌شد، جان خود را برای کشورش فدا می‌کرد.» |
|       | ارنست میسن ساتو | سفیر بریتانیا                  | «توکوگاوا یوشینوبو، شوگون یکی از اشرافی‌ترین مردان ژاپنی بود که تا به حال دیده‌ام، با پوستی روشن، پیشانی برجسته و بینی کشیده - یک جنتلمن زیبا.» |
|       | اوزاکی یوکیئو   | دومین شهردار توکیو             | «این واقعیت که ادو توانست بدون هیچ گونه جنگ و خونریزی به توکیو تبدیل شود، کاملاً به لطف شاهزاده کیکی بود که تحقیر را تحمل کرد، شکست را پذیرفت و نگرش مطیعانه‌ای را حفظ کرد.» |

## شجره‌نامه
او از نوادگان توکوگاوا هیده‌تادا و ماتسودایرا نوبویاسو است.
|               |               |               |               |               |               |  |  |                  |                  |                  |                  |                  |                  |  |  | هوندا تاداکاتسو     | هوندا تاداکاتسو     | هوندا تاداکاتسو     | هوندا تاداکاتسو     | هوندا تاداکاتسو     | هوندا تاداکاتسو     |  |  | هوندا تاداماسا | هوندا تاداماسا | هوندا تاداماسا | هوندا تاداماسا | هوندا تاداماسا | هوندا تاداماسا |  |  |                |         |         |         |         |         |  |  |          |          |          |          |          |          |  |  |                 |                 |                 |                 |                 |                 |  |  |                |                |                |                |                |                |  |  |        |        |        |        |        |        |  |  |               |               |               |               |               |               |  |  |                   |                   |                   |                   |                   |                   |  |  |                  |                  |                  |                  |                  |                  |  |  |                   |                   |                   |                   |                   |                   |  |  |
|               |               |               |               |               |               |  |  |                  |                  |                  |                  |                  |                  |  |  | هوندا تاداکاتسو     | هوندا تاداکاتسو     | هوندا تاداکاتسو     | هوندا تاداکاتسو     | هوندا تاداکاتسو     | هوندا تاداکاتسو     |  |  | هوندا تاداماسا | هوندا تاداماسا | هوندا تاداماسا | هوندا تاداماسا | هوندا تاداماسا | هوندا تاداماسا |  |  |                |         |         |         |         |         |  |  |          |          |          |          |          |          |  |  |                 |                 |                 |                 |                 |                 |  |  |                |                |                |                |                |                |  |  |        |        |        |        |        |        |  |  |               |               |               |               |               |               |  |  |                   |                   |                   |                   |                   |                   |  |  |                  |                  |                  |                  |                  |                  |  |  |                   |                   |                   |                   |                   |                   |  |  |
|               |               |               |               |               |               |  |  |                  |                  |                  |                  |                  |                  |  |  |                     |                     |                     |                     |                     |                     |  |  |                |                |                |                |                |                |  |  | هوندا تاداتوکی |         |         |         |         |         |  |  |          |          |          |          |          |          |  |  |                 |                 |                 |                 |                 |                 |  |  |                |                |                |                |                |                |  |  |        |        |        |        |        |        |  |  |               |               |               |               |               |               |  |  |                   |                   |                   |                   |                   |                   |  |  |                  |                  |                  |                  |                  |                  |  |  |                   |                   |                   |                   |                   |                   |  |  |
|               |               |               |               |               |               |  |  |                  |                  |                  |                  |                  |                  |  |  |                     |                     |                     |                     |                     |                     |  |  |                |                |                |                |                |                |  |  |                |         |         |         |         |         |  |  |          |          |          |          |          |          |  |  |                 |                 |                 |                 |                 |                 |  |  |                |                |                |                |                |                |  |  |        |        |        |        |        |        |  |  |               |               |               |               |               |               |  |  |                   |                   |                   |                   |                   |                   |  |  |                  |                  |                  |                  |                  |                  |  |  |                   |                   |                   |                   |                   |                   |  |  |
|               |               |               |               |               |               |  |  | اودا نوبوناگا    | اودا نوبوناگا    | اودا نوبوناگا    | اودا نوبوناگا    | اودا نوبوناگا    | اودا نوبوناگا    |  |  | توکوهیمه            | توکوهیمه            | توکوهیمه            | توکوهیمه            | توکوهیمه            | توکوهیمه            |  |  |                |                |                |                |                |                |  |  |                |         |         |         |         |         |  |  |          |          |          |          |          |          |  |  |                 |                 |                 |                 |                 |                 |  |  |                |                |                |                |                |                |  |  |        |        |        |        |        |        |  |  |               |               |               |               |               |               |  |  |                   |                   |                   |                   |                   |                   |  |  |                  |                  |                  |                  |                  |                  |  |  |                   |                   |                   |                   |                   |                   |  |  |
|               |               |               |               |               |               |  |  | اودا نوبوناگا    | اودا نوبوناگا    | اودا نوبوناگا    | اودا نوبوناگا    | اودا نوبوناگا    | اودا نوبوناگا    |  |  | توکوهیمه            | توکوهیمه            | توکوهیمه            | توکوهیمه            | توکوهیمه            | توکوهیمه            |  |  |                |                |                |                |                |                |  |  |                |         |         |         |         |         |  |  |          |          |          |          |          |          |  |  |                 |                 |                 |                 |                 |                 |  |  |                |                |                |                |                |                |  |  |        |        |        |        |        |        |  |  |               |               |               |               |               |               |  |  |                   |                   |                   |                   |                   |                   |  |  |                  |                  |                  |                  |                  |                  |  |  |                   |                   |                   |                   |                   |                   |  |  |
|               |               |               |               |               |               |  |  |                  |                  |                  |                  |                  |                  |  |  |                     |                     |                     |                     |                     |                     |  |  | میوکواین       |                |                |                |                |                |  |  |                |         |         |         |         |         |  |  |          |          |          |          |          |          |  |  |                 |                 |                 |                 |                 |                 |  |  |                |                |                |                |                |                |  |  |        |        |        |        |        |        |  |  |               |               |               |               |               |               |  |  |                   |                   |                   |                   |                   |                   |  |  |                  |                  |                  |                  |                  |                  |  |  |                   |                   |                   |                   |                   |                   |  |  |
|               |               |               |               |               |               |  |  |                  |                  |                  |                  |                  |                  |  |  |                     |                     |                     |                     |                     |                     |  |  |                |                |                |                |                |                |  |  |                |         |         |         |         |         |  |  |          |          |          |          |          |          |  |  |                 |                 |                 |                 |                 |                 |  |  |                |                |                |                |                |                |  |  |        |        |        |        |        |        |  |  |               |               |               |               |               |               |  |  |                   |                   |                   |                   |                   |                   |  |  |                  |                  |                  |                  |                  |                  |  |  |                   |                   |                   |                   |                   |                   |  |  |
|               |               |               |               |               |               |  |  |                  |                  |                  |                  |                  |                  |  |  | ماتسودایرا نوبویاسو | ماتسودایرا نوبویاسو | ماتسودایرا نوبویاسو | ماتسودایرا نوبویاسو | ماتسودایرا نوبویاسو | ماتسودایرا نوبویاسو |  |  |                |                |                |                |                |                |  |  |                |         |         |         |         |         |  |  | انسی-این | انسی-این | انسی-این | انسی-این | انسی-این | انسی-این |  |  | ایکدا تسوناماسا | ایکدا تسوناماسا | ایکدا تسوناماسا | ایکدا تسوناماسا | ایکدا تسوناماسا | ایکدا تسوناماسا |  |  | ایکدا ماسازومی | ایکدا ماسازومی | ایکدا ماسازومی | ایکدا ماسازومی | ایکدا ماسازومی | ایکدا ماسازومی |  |  | شیزوکو | شیزوکو | شیزوکو | شیزوکو | شیزوکو | شیزوکو |  |  | ایچیجو اومیکو | ایچیجو اومیکو | ایچیجو اومیکو | ایچیجو اومیکو | ایچیجو اومیکو | ایچیجو اومیکو |  |  | توکوگاوا هاروتوشی | توکوگاوا هاروتوشی | توکوگاوا هاروتوشی | توکوگاوا هاروتوشی | توکوگاوا هاروتوشی | توکوگاوا هاروتوشی |  |  | توکوگاوا ناری‌آکی | توکوگاوا ناری‌آکی | توکوگاوا ناری‌آکی | توکوگاوا ناری‌آکی | توکوگاوا ناری‌آکی | توکوگاوا ناری‌آکی |  |  | توکوگاوا یوشینوبو | توکوگاوا یوشینوبو | توکوگاوا یوشینوبو | توکوگاوا یوشینوبو | توکوگاوا یوشینوبو | توکوگاوا یوشینوبو |  |  |
|               |               |               |               |               |               |  |  |                  |                  |                  |                  |                  |                  |  |  | ماتسودایرا نوبویاسو | ماتسودایرا نوبویاسو | ماتسودایرا نوبویاسو | ماتسودایرا نوبویاسو | ماتسودایرا نوبویاسو | ماتسودایرا نوبویاسو |  |  |                |                |                |                |                |                |  |  |                |         |         |         |         |         |  |  | انسی-این | انسی-این | انسی-این | انسی-این | انسی-این | انسی-این |  |  | ایکدا تسوناماسا | ایکدا تسوناماسا | ایکدا تسوناماسا | ایکدا تسوناماسا | ایکدا تسوناماسا | ایکدا تسوناماسا |  |  | ایکدا ماسازومی | ایکدا ماسازومی | ایکدا ماسازومی | ایکدا ماسازومی | ایکدا ماسازومی | ایکدا ماسازومی |  |  | شیزوکو | شیزوکو | شیزوکو | شیزوکو | شیزوکو | شیزوکو |  |  | ایچیجو اومیکو | ایچیجو اومیکو | ایچیجو اومیکو | ایچیجو اومیکو | ایچیجو اومیکو | ایچیجو اومیکو |  |  | توکوگاوا هاروتوشی | توکوگاوا هاروتوشی | توکوگاوا هاروتوشی | توکوگاوا هاروتوشی | توکوگاوا هاروتوشی | توکوگاوا هاروتوشی |  |  | توکوگاوا ناری‌آکی | توکوگاوا ناری‌آکی | توکوگاوا ناری‌آکی | توکوگاوا ناری‌آکی | توکوگاوا ناری‌آکی | توکوگاوا ناری‌آکی |  |  | توکوگاوا یوشینوبو | توکوگاوا یوشینوبو | توکوگاوا یوشینوبو | توکوگاوا یوشینوبو | توکوگاوا یوشینوبو | توکوگاوا یوشینوبو |  |  |
| اودا نوبوهیده | اودا نوبوهیده | اودا نوبوهیده | اودا نوبوهیده | اودا نوبوهیده | اودا نوبوهیده |  |  | توکوگاوا ایه‌یاسو | توکوگاوا ایه‌یاسو | توکوگاوا ایه‌یاسو | توکوگاوا ایه‌یاسو | توکوگاوا ایه‌یاسو | توکوگاوا ایه‌یاسو |  |  |                     |                     |                     |                     |                     |                     |  |  |                |                |                |                |                |                |  |  |                |         |         |         |         |         |  |  |          |          |          |          |          |          |  |  |                 |                 |                 |                 |                 |                 |  |  |                |                |                |                |                |                |  |  |        |        |        |        |        |        |  |  |               |               |               |               |               |               |  |  |                   |                   |                   |                   |                   |                   |  |  |                  |                  |                  |                  |                  |                  |  |  |                   |                   |                   |                   |                   |                   |  |  |
| اودا نوبوهیده | اودا نوبوهیده | اودا نوبوهیده | اودا نوبوهیده | اودا نوبوهیده | اودا نوبوهیده |  |  | توکوگاوا ایه‌یاسو | توکوگاوا ایه‌یاسو | توکوگاوا ایه‌یاسو | توکوگاوا ایه‌یاسو | توکوگاوا ایه‌یاسو | توکوگاوا ایه‌یاسو |  |  |                     |                     |                     |                     |                     |                     |  |  |                |                |                |                |                |                |  |  |                |         |         |         |         |         |  |  |          |          |          |          |          |          |  |  |                 |                 |                 |                 |                 |                 |  |  |                |                |                |                |                |                |  |  |        |        |        |        |        |        |  |  |               |               |               |               |               |               |  |  |                   |                   |                   |                   |                   |                   |  |  |                  |                  |                  |                  |                  |                  |  |  |                   |                   |                   |                   |                   |                   |  |  |
|               |               |               |               |               |               |  |  |                  |                  |                  |                  |                  |                  |  |  | توکوگاوا هیده‌تادا   |                     |                     |                     |                     |                     |  |  |                |                |                |                |                |                |  |  |                |         |         |         |         |         |  |  |          |          |          |          |          |          |  |  |                 |                 |                 |                 |                 |                 |  |  |                |                |                |                |                |                |  |  |        |        |        |        |        |        |  |  |               |               |               |               |               |               |  |  |                   |                   |                   |                   |                   |                   |  |  |                  |                  |                  |                  |                  |                  |  |  |                   |                   |                   |                   |                   |                   |  |  |
|               |               |               |               |               |               |  |  |                  |                  |                  |                  |                  |                  |  |  |                     |                     |                     |                     |                     |                     |  |  |                |                |                |                |                |                |  |  |                |         |         |         |         |         |  |  |          |          |          |          |          |          |  |  |                 |                 |                 |                 |                 |                 |  |  |                |                |                |                |                |                |  |  |        |        |        |        |        |        |  |  |               |               |               |               |               |               |  |  |                   |                   |                   |                   |                   |                   |  |  |                  |                  |                  |                  |                  |                  |  |  |                   |                   |                   |                   |                   |                   |  |  |
|               |               |               |               |               |               |  |  | اوایچی           | اوایچی           | اوایچی           | اوایچی           | اوایچی           | اوایچی           |  |  |                     |                     |                     |                     |                     |                     |  |  |                |                |                |                |                |                |  |  | سن هیمه        | سن هیمه | سن هیمه | سن هیمه | سن هیمه | سن هیمه |  |  |          |          |          |          |          |          |  |  |                 |                 |                 |                 |                 |                 |  |  |                |                |                |                |                |                |  |  |        |        |        |        |        |        |  |  |               |               |               |               |               |               |  |  |                   |                   |                   |                   |                   |                   |  |  |                  |                  |                  |                  |                  |                  |  |  |                   |                   |                   |                   |                   |                   |  |  |
|               |               |               |               |               |               |  |  | اوایچی           | اوایچی           | اوایچی           | اوایچی           | اوایچی           | اوایچی           |  |  |                     |                     |                     |                     |                     |                     |  |  |                |                |                |                |                |                |  |  | سن هیمه        | سن هیمه | سن هیمه | سن هیمه | سن هیمه | سن هیمه |  |  |          |          |          |          |          |          |  |  |                 |                 |                 |                 |                 |                 |  |  |                |                |                |                |                |                |  |  |        |        |        |        |        |        |  |  |               |               |               |               |               |               |  |  |                   |                   |                   |                   |                   |                   |  |  |                  |                  |                  |                  |                  |                  |  |  |                   |                   |                   |                   |                   |                   |  |  |
|               |               |               |               |               |               |  |  |                  |                  |                  |                  |                  |                  |  |  | اوایو               |                     |                     |                     |                     |                     |  |  |                |                |                |                |                |                |  |  |                |         |         |         |         |         |  |  |          |          |          |          |          |          |  |  |                 |                 |                 |                 |                 |                 |  |  |                |                |                |                |                |                |  |  |        |        |        |        |        |        |  |  |               |               |               |               |               |               |  |  |                   |                   |                   |                   |                   |                   |  |  |                  |                  |                  |                  |                  |                  |  |  |                   |                   |                   |                   |                   |                   |  |  |
|               |               |               |               |               |               |  |  |                  |                  |                  |                  |                  |                  |  |  |                     |                     |                     |                     |                     |                     |  |  |                |                |                |                |                |                |  |  |                |         |         |         |         |         |  |  |          |          |          |          |          |          |  |  |                 |                 |                 |                 |                 |                 |  |  |                |                |                |                |                |                |  |  |        |        |        |        |        |        |  |  |               |               |               |               |               |               |  |  |                   |                   |                   |                   |                   |                   |  |  |                  |                  |                  |                  |                  |                  |  |  |                   |                   |                   |                   |                   |                   |  |  |
|               |               |               |               |               |               |  |  | آزای ناگاماسا    |                  |                  |                  |                  |                  |  |  |                     |                     |                     |                     |                     |                     |  |  |                |                |                |                |                |                |  |  |                |         |         |         |         |         |  |  |          |          |          |          |          |          |  |  |                 |                 |                 |                 |                 |                 |  |  |                |                |                |                |                |                |  |  |        |        |        |        |        |        |  |  |               |               |               |               |               |               |  |  |                   |                   |                   |                   |                   |                   |  |  |                  |                  |                  |                  |                  |                  |  |  |                   |                   |                   |                   |                   |                   |  |  |
|               |               |               |               |               |               |  |  |                  |                  |                  |                  |                  |                  |  |  |                     |                     |                     |                     |                     |                     |  |  |                |                |                |                |                |                |  |  |                |         |         |         |         |         |  |  |          |          |          |          |          |          |  |  |                 |                 |                 |                 |                 |                 |  |  |                |                |                |                |                |                |  |  |        |        |        |        |        |        |  |  |               |               |               |               |               |               |  |  |                   |                   |                   |                   |                   |                   |  |  |                  |                  |                  |                  |                  |                  |  |  |                   |                   |                   |                   |                   |                   |  |  |

## گاهشماری
در زیر به برخی از برجسته‌ترین رویدادهای زندگی یوشینوبو اشاره می‌شود:
- شمارش سن به روش قدیم ژاپن است که در زمان تولد شخص یکساله به‌شمار می‌آمد.

| میلادی           | تقویم ژاپنی                                  | سن            | رویداد |
| ---------------- | -------------------------------------------- | ------------- | --- |
| ۱۸۳۷–۲۸ اکتبر    | روز ۲۹ از ماه ۹- سال ۸ تنپو                  | ۱             | به عنوان هفتمین پسر توکوگاوا ناری‌آکی، نهمین ارباب قلمرو میتو، در محل اقامتگاه بالای قلمرو میتو در کویشیکاوا، ادو متولد شد، مادرش شاهدخت یوشیکو بود. |
| ۱۸۳۸–۲۱ مه       | روز ۲۸ از ماه ۴- سال ۹ تنپو                  | ۱ (هفت ماهگی) | از ادو به قلمرو میتو نقل مکان کرد. |
| ۱۸۴۷–۹ اکتبر     | روز ۱ از ماه ۹- سال ۴ کوکا                   | ۱۱            | به خانواده فرزندخواندگی خاندان هیتوتسوباشی توکوگاوا درآمد و ریاست این خانواده را به ارث برد. |
| ۱۸۴۸–۸ دسامبر    | روز ۱ از ماه ۱۱- سال ۴ کوکا                  | ۱۱            | به سن بلوغ قانونی رسید و نام خود را به «یوشینوبو» تغییر داد. با دختر کانپاکو، ایچیجو تاداکا، ایچیجو تروکو (چیو) نامزد شد. |
| ۱۸۵۳ –۱۵ مارس    | روز ۶ از ماه ۲- سال ۶ کائی                   | ۱۷            | نامزدی خود را با ایچیجو تروکو (چیو) لغو کرد و با ایچیجو میکاکو، دخترخواندهٔ دیگر ایچیجو تاداکا نامزد کرد. |
| ۱۸۵۵ –۱۱ دسامبر  | روز ۳ از ماه ۱۱- سال ۲ آنسی                  | ۲۰            | به عنوان عضو شورا سانگی منصوب شد. |
| ۱۸۵۹ –۲۳ سپتامبر | روز ۲۷ از ماه ۸- سال ۶ آنسی                  | ۲۳            | شوگون‌سالاری به او دستور داد بازنشسته شود و در حصر خانگی زندگی کند. |
| ۱۸۶۰ –۵ اوت      | روز ۲۹ از ماه ۶-سال اول مانئن                | ۲۴            | پدرش توکوگاوا ناری‌آکی در قلمرو میتو درگذشت. |
| ۱۸۶۲ –۲ ژوئیه    | روز ۶ از ماه ۷-سال ۲ بونکیو                  | ۲۶            | سرپرست شوگون شد. |
| ۱۸۶۳ –۲۷ فوریه   | روز ۱۰ از ماه ۱-سال ۳ بونکیو                 | ۲۷            | از کاخ امپراتوری کیوتو بازدید کرد و اولین ملاقات خود را با امپراتور کومی داشت. |
| ۱۸۶۴–۲۱ ژانویه   | روز ۲۱ از ماه ۱۲-سال ۳ بونکیو                | ۲۷            | در اقامتگاه قلمرو اوباما (اقامتگاه واکاشو) در کیوتو اقامت کرد (تا ۲۱ سپتامبر ۱۸۶۷) |
| ۱۸۶۴–۷ فوریه     | روز ۳۰ از ماه ۱۲- سال ۳ بونکیو               | ۲۷            | از سوی دربار امپراتوری به عنوان عضو شورای سانیو منصوب شد. |
| ۱۸۶۴– ۱۴ آوریل   | روز ۹ از ماه ۳- سال ۱ گنجی                   | ۲۸            | از شورای سانیو استعفا داد. |
| ۱۸۶۴ –۳۰ آوریل   | روز ۲۵ از ماه ۴- سال ۱ گنجی                  | ۲۸            | به عنوان فرمانده کل گارد امپراتوری و فرمانده کل دفاع از دریای داخلی ستو منصوب شد. |
| ۱۸۶۴ –۲۰ اوت     | روز ۱۹ از ماه ۷- سال ۱ گنجی                  | ۲۸            | فرماندهی قلمروهای مختلف در طول حادثه کینمون در کیوتو |
| ۱۸۶۴–۳۱ دسامبر   | روز ۳ از ماه ۱۲- سال ۱ گنجی                  | ۲۸            | از کیوتو برای شکست دادن حزب تنگو (شورش میتو)، حرکت کرد و در ۲۶ دسامبر به کیوتو بازگشت. |
| ۱۸۶۶ –۹ سپتامبر  | روز ۳۱ از ماه ۷- سال ۲ کیئو                  | ۳۰            | او از سمت خود به عنوان فرمانده کل گارد امپراتوری و فرمانده کل دفاع از دریای داخلی ستو استعفا داد. |
| ۱۸۶۶ –۱۶ سپتامبر | روز ۸ از ماه ۸ - سال ۲ کیئو                  | ۳۰            | او برنامه داشت تا در دومین لشکرکشی چوشو به این قلمرو حمله کند، اما لشکرکشی خود را لغو کرد. |
| ۱۸۶۶ –۲۴ سپتامبر | روز ۱۶ از ماه ۸- سال ۲ کیئو                  | ۳۰            | خود را داد، اربابان فئودال مختلف را خواند و در مسیر آینده تصمیم گرفت. |
| ۱۸۶۶ –۲۸ سپتامبر | روز ۲۰ از ماه ۸-سال ۲ کیئو                   | ۳۰            | او جانشین رئیس شعبه اصلی خاندان توکوگاوا شد و اصلاحات نظامی و غیره را آغاز کرد. |
| ۱۸۶۷–۱۱ دسامبر   | روز ۵ از ماه ۱۱-سال ۲ کیئو                   | ۳۰            | شوگون شد. |
| ۱۸۶۷ –۲ مه       | روز ۲۸ از ماه ۳ - سال ۳ کیئو                 | ۳۱            | با فرستادگان بریتانیا، هلند و فرانسه در قلعه اوساکا کرد و در همان روز، فردریک ویلیام ساتون بریتانیایی از کیکی عکس گرفت. |
| ۱۸۶۷ –۱۶ ژوئن    | روز ۱۴ از ماه ۵ -سال ۳ کیئو                  | ۳۱            | در قلعه نیجو، کنفرانسی با حضور شورای چهار ارباب به همراه ماتسودایرا شونگاکو، یامائوچی تویوشیگه، شیمازو هیسامیتسو و داته موناری برگزار می‌کند و در همان روز، کیکی به عکاس دستور می‌دهد تا از چهار ارباب عکس بگیرد. |
| ۱۸۶۷ –۲۵ ژوئن    | روز ۲۳ از ماه ۵ -سال ۳ کیئو                  | ۳۱            | از دربار امپراتوری بازدید کرد و از امپراتوری اجازه خواست تا بندر هیوگو را باز کند و در مجازات قلمرو چوشو تخفیف قائل شود. این اجازه اعطا شد. |
| ۱۸۶۷ – ۱۸ اکتبر  | روز ۲۱ از ماه ۹- سال ۳ کیئو                  | ۳۱            | به قلعه نیجو نقل‌مکان می‌کند. عهده‌دار مقام وزیر داخلی شد. |
| ۱۸۶۷ – ۹ نوامبر  | روز ۱۴ از ماه ۱۰- سال ۳ کیئو                 | ۳۱            | یوشینوبو به درخواست خود از مقام شوگونی استعفا می‌دهد. بازگشت قدرت سیاسی به امپراتور (تایسی هوکان) صورت می‌گیرد. |
| ۱۸۶۸–۳ ژانویه    | روز ۹ از ماه ۱۲- سال ۳ کیئو                  | ۳۱            | کودتای احیای حکومت امپراتوری |
| ۱۸۶۸ ۴ ژانویه    | روز ۱۰ از ماه ۱۲- سال ۳ کیئو                 | ۳۱            | روز بعد از کودتا توکوگاوا یوشیکاتسو و ماتسودایرا یوشیناگا از مقام‌های نظام تازه، با یوشینوبو ملاقات کردند تا تصمیم جلسه، یعنی «استعفا و واگذاری زمین» را به او ابلاغ کنند. این دو مرد پیشنهاد کردند که او از مقام رسمی وزیر داخلی خود صرف نظر کند و نیمی از ۴ میلیون ککو زمین خود را به عنوان کمک به دولت جدید اهدا کند. |
| ۱۸۶۸ ۶ ژانویه    | روز ۱۲ از ماه ۱۲- سال ۳ کیئو                 | ۳۱            | قلعه نیجو را ترک می‌کند و به قلعه اوساکا می‌رود. |
| ۱۸۶۸–۲۷ ژانویه   | روز ۳ از ماه ۱ - سال ۴ کیئو و اولین سال میجی | ۳۲            | نبرد توبا-فوشیمی آغاز می‌شود. یوشینوبو دشمن دربار امپراتوری اعلام شد. |
| ۱۸۶۸–۳۰ ژانویه   | روز ۶ از ماه ۱ - سال ۴ کیئو                  | ۳۲            | با شنیدن خبر شکست، او از قلعه اوساکا فرار می‌کند و از طریق دریا به سمت ادو می‌رود. |
| ۱۸۶۸–۳۱ ژانویه   | روز ۷ از ماه ۱ -سال ۴ کیئوی                  | ۳۲            | دستور امپراتوری برای تعقیب و دستگیری یوشینوبو صادر می‌شود. |
| ۱۸۶۸–۵ مارس      | روز ۱۲ از ماه ۲ - سال ۴ کیئو                 | ۳۲            | او قلعه ادو را ترک می‌کند و به معبد کانئی در اوئنو (توکیو) نقل‌مکان می‌کند، جایی که در حصر خانگی قرار می‌گیرد. |
| ۱۸۶۸ –۳ مه       | روز ۱۱ از ماه ۴-سال ۴ کیئو و اولین سال میجی  | ۳۲            | قلعه ادو بدون خونریزی واگذار شد. آغاز دوره جدیدی به نام دوره میجی اعلام می‌شود. در این روز یوشینوبو معبد کانئی را ترک می‌کند و به سمت میتو، ایباراکی می‌رود. |
| ۱۸۶۸ –۷ مه       | روز ۱۵ از ماه ۴-سال ۴ کیئو و اولین سال میجی  | ۳۲            | ورود به میتو، ایباراکی، در کودوکان تحت بازداشت خانگی قرار می‌گیرد. |
| ۱۸۶۸–۲۱ مه       | روز ۲۹ از ماه ۴- سال ۴ کیئو و اولین سال میجی | ۳۲            | توکوگاوا ایه‌ساتو ریاست خاندان توکوگاوا را به ارث می‌برد. |
| ۱۸۶۸–۱۳ ژوئیه    | روز از ماه ۲۴ ۵- سال ۴ کیئو و اولین سال میجی | ۳۲            | به خاندان توکوگاوا ۷۰۰٬۰۰۰ ککو زمین در ولایت سوروگا و ولایت توتومی اعطا می‌شود. |
| ۱۸۶۸–۳ سپتامبر   | اولین سال میجی                               | ۳۲            | نام ادو به توکیو (به معنی پایتخت شرقی) تغییر نام داده شد، و امپراتور به‌طور رسمی پایتخت را از کیوتو به توکیو تغییر داد و برای اقامت قلعه ادو (امروزه کاخ امپراتوری توکیو) را برگزید. |
| ۱۸۶۸ –۵ سپتامبر  | روز ۱۹ از ماه ۷- سال ۴ کیئو و اولین سال میجی | ۳۲            | از میتو، ایباراکی به سونپو (نام امروزی شیزوئوکا) نقل مکان می‌کند و حبس خانگی در هودای-این را ادامه می‌دهد. |
| ۱۸۶۹–۱ دسامبر    | روز ۲۸ از ماه ۹- سال ۲ میجی                  | ۳۳            | از حبس خانگی آزاد شد. |
| ۱۸۶۹ –۸ نوامبر   | روز ۵ از ماه ۱۰- سال ۲ میجی                  | ۳۳            | به محل اقامت قاضی سابق فوگه‌تسورو، شیزوئوکا منتقل شد. |
| ۱۸۶۹ –۲۸ نوامبر  | روز ۲۵ از ماه ۱۰- سال ۲ میجی                 | ۳۳            | همسر اصلی‌اش میکاکو از توکیو به شیزوئوکا نقل‌مکان کرد. |
| ۱۸۹۴–۹ ژوئیه     | ۲۷ میجی                                      | ۵۷            | همسر اصلی‌اش میکاکو که برای درمان سرطان پستان به توکیو نقل‌مکان کرده بود، درگذشت. |
| ۱۸۹۷–۵ نوامبر    | سال ۳۰ میجی                                  | ۶۰            | نقل مکان به توکیو |
| ۱۸۹۸–۲ مارس      | سال ۳۱ میجی                                  | ۶۲            | برای اولین بار از کاخ امپراتوری توکیو بازدید کرد، با امپراتور میجی و ملکه ملاقات کرد. |
| ۱۹۰۲–۳ ژوئن      | سال ۳۵ میجی                                  | ۶۶            | عنوان اشرافی دوک را دریافت کرد. |
| ۱۹۰۳–۱ آوریل     | سال ۳۶ میجی                                  | ۵۱            | نشان خورشید فروزان، درجه دو را دریافت کرد. |
| ۱۹۰۸–۳۰ آوریل    | سال ۴۱ میجی                                  | ۷۲            | نشان بزرگ درجه یک خورشید تابان را دریافت کرد. |
| ۱۹۱۰–۸ دسامبر    | سال ۴۳ میجی                                  | ۷۴            | بازنشسته می‌شود و ریاست خانواده را به پسر هفتمش توکوگاوا یوشی‌هیسا واگذار می‌کند. |
| ۱۹۱۳–۲۲ نوامبر   | سال ۲ دوره تایشو                             | ۷۷            | به دلیل سینه‌پهلو درگذشت. نشان بزرگ درجه یک خورشید تابان با گل‌های پالونیا را دریافت کرد. |
| ۱۹۱۳ ۳۰ نوامبر   | سال ۲ تایشو                                  | ۷۷            | در گورستان یاناکا به خاک سپرده شد. |